# Prima Categoria 1919-1920
La Prima Categoria 1919-1920 è stata la 19ª edizione della massima serie del campionato italiano di calcio, disputata tra il 5 ottobre 1919 e il 20 giugno 1920 e conclusa con la vittoria dell'Inter, al suo secondo titolo.

## Stagione

### Novità

#### La ripresa dopo la guerra e i contrasti organizzativi
Il 4 novembre 1918, con la battaglia di Vittorio Veneto, l'Italia vinceva la prima guerra mondiale. La data era troppo inoltrata per riuscire ad organizzare un campionato per la stagione 1918-19, dunque ci fu molto tempo libero per dibattere l'organizzazione del futuro campionato 1919-20 a partire dall'assemblea federale del 13 aprile 1919.
La guerra aveva mietuto numerose vittime anche fra le piccole formazioni: alcune, come il Savoia a Milano e il Piemonte (ricostituito nel 1916 ma rimasto inattivo nella prima stagione postbellica), erano già fallite prima della fine del campionato precedente l’entrata in guerra, mentre altre si sciolsero successivamente, come l'Associazione Milanese Calcio a Milano o il Vigor a Torino (quest'ultima fu rimpiazzata dall'US Torinese); altre società mancanti di un campo proprio preferirono confluire in sodalizi più attrezzati: la Veloces nella Biellese e l'Audax nel Modena. Nonostante ciò, per decisione della FIGC, il massimo campionato fu ulteriormente allargato, complice la mancata suddivisione della Prima Categoria nelle sezioni A e B che avrebbe dovuto andare in vigore nel campionato 1915-1916 (mai disputato per la guerra), ma che fu rinviata alla stagione 1920-1921. Per limitare le iscrizioni e non correre il rischio di un protrarsi eccessivo del campionato, il numero massimo di squadre partecipanti per l'Italia Settentrionale fu fissato dalla Federazione in 48, le quali avrebbero dovuto avere il campo a norma e sobbarcarsi gravosi oneri finanziari. Pur garantendo ai Comitati Regionali una certa autonomia, fu la FIGC a stabilire la formula della fase regionale (gironi da sei squadre per un totale di dieci giornate) e il numero massimo di squadre ammesse per regione: 12 a testa per Piemonte e Lombardia, 6 per le altre regioni. Per via della mancata costituzione del girone delle Terre Redente della Venezia Giulia il numero di squadre lombarde ammesse salì a 18, provocando le proteste delle società piemontesi.
L'ennesimo allargamento del campionato, definito "elefantiaco" da diversi giornali, generò del malcontento. I disagi maggiori li ebbero le società che già da diversi anni giocavano in Prima Categoria, dovendo incontrare delle neopromosse troppo spesso non all'altezza della squadra avversaria. Troppe partite con un risultato scontato furono snobbate dal pubblico ed in seguito fu questo il principale motivo per cui le squadre maggiori portarono in Assemblea il "Progetto Pozzo" che avrebbe reso più difficile il verificarsi di queste situazioni rendendo il campionato più avvincente e meno prevedibile.
Le grandi società riproposero con forza la loro idea consistente in una sensibile riduzione del numero dei partecipanti al torneo, guardando al modello inglese, introdotto timidamente nel 1909 ma poi gradualmente abbandonato. In un primo momento la Federazione sembrò accettare queste richieste stabilendo che il primo campionato postbellico sarebbe stato un torneo di transizione strutturato su otto gironi da sei squadre da cui avrebbero dovuto uscire sia le 16 finaliste stagionali, sia le 24 società di élite cui la massima categoria avrebbe dovuto essere limitata dal 1920. Le quarte e le quinte classificate di ogni raggruppamento sarebbero state declassate nella costituenda Prima Categoria B (il nuovo secondo livello, sempre a 24 squadre) mentre le ultime classificate sarebbero retrocesse in Promozione per far posto alle migliori classificate di quest'ultimo campionato. Tuttavia, dopo la conclusione delle eliminatorie, le piccole società riuscirono a ottenere l'annullamento della riforma e delle retrocessioni, con conseguente allargamento del campionato che nella stagione 1920-1921 raggiunse dimensioni davvero "elefantiache".
La fase eliminatoria fu gestita dai Comitati Regionali: quelli minori organizzavano un solo girone, quello Piemontese due, mentre quello Lombardo tre, essendo riusciti i dirigenti milanesi a farsi accordare un ulteriore raggruppamento sostituente quello non organizzato nella Venezia Giulia a causa della mancata costituzione del Comitato Regionale Giuliano, già programmato ma irrealizzabile stante il prolungarsi della Conferenza di Versailles ed il conseguente procrastinarsi dell'annessione dei territori all'Italia. Le prime due classificate di ciascuno dei gironi sarebbero state ammesse alla fase nazionale, per un totale di 16 squadre (4 piemontesi, 6 lombarde, 2 a testa per le altre regioni). Tuttavia su pressioni delle squadre piemontesi, che protestarono per il fatto che al Comitato Regionale Lombardo fossero stati concessi due posti in più in semifinale, il Consiglio Federale dispose l'allargamento delle semifinali a 18 squadre, con i due posti in sovrannumero che sarebbero stati assegnati, al termine delle eliminatorie, alle «due squadre che avranno, a giudizio della Commissione Tecnica, dimostrato una superiorità sulle altre contendenti». In teoria queste due squadre terze classificate non dovevano essere necessariamente piemontesi, anche se la stampa dava per scontato che la Commissione Tecnica avrebbe assegnato i due posti a Torino e Novara, cioè le terze classificate dei due gironi piemontesi, come in effetti si verificò. La suddivisione geografica divenne rigorosa: solo il Mantova, per questioni di trasporto, fu aggregato al comitato emiliano.
Il Regolamento Campionati della stagione 1919-20 stabiliva che per ogni pari merito si sarebbe dovuto giocare uno spareggio ma, su reclamo di diverse società, la F.I.G.C. che si accorse dell'inutilità delle gare tra squadre non in zona retrocessione, dovendo tra l'altro pagare i rimborsi spese a degli arbitri che dovevano per forza venire da fuori provincia, decise di annullare i risultati lasciando le squadre a pari merito, inviando prontamente una circolare a emendamento dell'inutile norma inserita nel regolamento campionati. Per le gare Novara-Bologna, P.G.F. Libertas-Gerbi e Pisa-Puteolana, ininfluenti per la classifica perché non si doveva attribuire un titolo sportivo, non furono fatti disputare gli spareggi lasciando le squadre a pari merito.

### Formula
Campionati regionali suddivisi fra ciascuno dei cinque Comitati Regionali. Alle tre Regioni minori vengono assegnati due posti ciascuna per il campionato nazionale, al Piemonte e alla Lombardia sei cadauna. La fase nazionale si articola su gironi di semifinale di sei squadre ciascuno, le cui vincitrici accedono al triangolare finale, il cui primo classificato deve ratificare il titolo con una finalissima in campo neutro contro il campione peninsulare.
Il torneo peninsulare, disputato tra le squadre dell'Italia centrale e meridionale, vide la partecipazione di 18 squadre provenienti da Toscana, Lazio e Campania, che disputarono tre campionati regionali. Le prime due classificate di ciascun campionato partecipavano a due tornei interregionali di semifinale, le vincenti dei quali si affrontavano nella finale, disputata in campo neutro.

### Avvenimenti
Le eliminatorie regionali non dettero sorprese di sorta, se non nel girone Veneto, dove Vicenza e Hellas Verona non riuscirono né a centrare la qualificazione alle semifinali né la salvezza, venendo entrambe declassate in Categoria B; gli scaligeri, anzi, rischiarono addirittura la retrocessione in Promozione (il nuovo terzo livello), salvandosi solo allo spareggio. Le retrocessioni in Categoria B, in cui avrebbero dovuto incorrere le quarte e le quinte classificate, furono comunque annullate per via delle pressioni delle molte piccole società interessate a ridurre le spese di trasporto limitando l'attività ufficiale al livello regionale senza perdere al contempo il posto in massima serie. Furono dunque di nuovo questi ultimi soggetti ad imporsi in Assemblea Federale, portando dunque all'annullamento della scissione della Prima Categoria su due livelli (Categoria A e Categoria B) e all'ennesimo allargamento del massimo campionato, nonostante il disappunto delle grandi avesse chiaramente raggiunto un punto critico.
Movimenti già più significativi si ebbero quando, dopo la pausa natalizia, cominciò la fase nazionale. L'ascesa più forte fu quella delle formazioni emiliane le quali furono le prime a competere con valore per la qualificazione alle finali pur provenendo da fuori del triangolo industriale: un cambiamento storico per la crescita del movimento calcistico su una più ampia porzione del territorio nazionale. A ciò si contrappose la crisi di tradizionali habitué della lotta di vertice, quella del Torino che svanirà nel giro di qualche anno, e quella del Milan che invece si protrarrà per un'intera generazione.
Nei tre gironi di cui si componeva il campionato, nel primo i neo-insigniti campioni genoani diedero vere e proprie lezioni di football agli avversari, tra cui spiccavano i sempre carismatici leoni della Pro, e candidandosi con la massima autorevolezza per la riconferma del titolo. Piuttosto regolare anche il cammino dell'Inter nel proprio raggruppamento, con solo nel finale una minima concessione alle speranze del già accennato astro nascente del pallone tricolore, il Bologna. Ben più complicata invece la qualificazione della Juve nel terzo girone dove, anzi, cadendo alla terz'ultima giornata sul campo dell'U.S. Milanese, diede a molti l'impressione di non potercela fare e di lasciare proprio agli "scacchi" milanesi la qualificazione alla finale. Non fu così, e la Juve si ritrovò a giocarsi il titolo con nerazzurri e rossoblù.
A questo punto però la Federazione prese decisioni assai opinabili che generarono feroci polemiche. Dato il protrarsi del campionato, infatti, la finale fu stabilita in un rapido triangolare da disputarsi con gare secche in campo neutro sul campo della squadra riposante. La prima gara fu Juve-Genoa da svolgersi a Milano il 16 maggio. Ad arbitrarla fu designato il signor Varisco, che era un importante membro dell'Associazione Italiana Arbitri nonché un dirigente dell'US Milanese. Varisco si rese protagonista di una conduzione di gara controversa, che portò i bianconeri alla vittoria e spinse i liguri a fare invano un ricorso contro l'omologazione dell'incontro. La settimana seguente (23 maggio) Juventus-Inter venne disputata, come da calendario, a Genova, dove i bianconeri vennero accolti da un clima decisamente ostile, anche per le necessità di classifica genoane; a prevalere furono i nerazzurri, malgrado l'aver giocato per più di un'ora in inferiorità numerica (a seguito dell'infortunio di Cevenini I). Infine, l'ultima sfida prevista per il 30 maggio a Torino, fu spostata a Modena e rinviata di una settimana dalla FIGC, per il timore della società juventina di nuovi problemi di ordine pubblico. Ne uscì un pareggio, e l'incoronazione dei meneghini a campioni del Nord.
Nel frattempo, il torneo peninsulare era iniziato a ottobre. Le eliminatorie regionali riservarono alcune sorprese: il girone toscano venne vinto dal Pisa mentre il Livorno arrivò secondo. Nel girone laziale deluse la Lazio, che aveva dominato i tornei precedenti, giunta solo terza ed eliminata. Si qualificarono invece alla fase successiva le sorprese Fortitudo e Audace-Esperia. Nel girone campano si qualificarono l'Internazionale di Napoli e la sorpresa Puteolana mentre il Naples deluse giungendo solo penultimo. Nelle semifinali interregionali ci fu il dominio di Livorno e Fortitudo che si sbarazzarono facilmente delle avversarie e si qualificarono alla finale centro-sud. Il Livorno ebbe infine la meglio sulla Fortitudo per 3-2, accedendo alla finalissima contro l'Inter. 

Il Livorno vincitore del torneo peninsulare e promosso alla finalissima nazionale

La finalissima nazionale si disputò il 20 giugno a Bologna e permise all'Inter di conquistare il titolo tricolore, battendo il Livorno 3-2. Durante l'incontro, i livornesi fecero una miglior figura rispetto alle formazioni centromeridionali finaliste nelle stagioni passate, perché l'essere importante sede portuale aveva attratto nella città toscana numerosi giovani inglesi che avevano dato un forte contributo allo sviluppo del calcio locale. Ciononostante, l'esito della sfida fra nerazzurri ed amaranto non fu mai in discussione, tranne che nei minuti conclusivi, a causa della parziale rimonta dei labronici. Tale fu il giudizio del quotidiano torinese La Stampa sulla partita: «L'Internazionale F.C. ha arrischiato di farsi mettere in iscacco dall'[...] audace squadra dell'U.S. Livorno, campioni di football dell'Italia centro-meridionale. L'U.S. Livorno dev'essere tornata piena di orgoglio ai propri lari. Cedere di misura ad una squadra come quella dei nero azzurri, per due goals contro tre, dopo di aver giuocato due terzi della partita con dieci uomini, può essere considerato dai livornesi come una mezza vittoria. Essi dovettero il brillante risultato alla loro resistenza e ad una grande tenacia di tutti i loro elementi, sorretti da un meraviglioso entusiasmo». La cronaca della Stampa prosegue notando un calo di forma dell'Inter, a causa della lunghezza spossante del campionato. I meneghini, nondimeno, chiusero il primo tempo in vantaggio per 3-0 con doppietta di Agradi al 12' e al 34' e gol di Aebi al 44', complice anche l'infortunio al 7' del terzino avversario Innocenti I: il difensore infatti, dopo aver tentato di proseguire l'incontro, fu costretto a uscire definitivamente dal campo al 29', obbligando il Livorno a giocare il resto della partita in 10. Secondo la cronaca del quotidiano livornese Il Telegrafo, comunque, i labronici non meritavano tale passivo, dato che avevano creato ma non concretizzato numerose occasioni da gol (tra cui un rigore fallito sullo 0-0). Il giornale, inoltre, sostenne che il gol del 3-0 nerazzurro fu siglato «in evidente posizione di off-side»: questa circostanza, tuttavia, non è confermata dalla Stampa. Nella ripresa, invece, sempre secondo la cronaca della Stampa, i milanesi, ormai esausti, «devono subire una superiorità effettiva da parte di coloro i quali sono stati fino allora dominati». A riequilibrare la situazione influì anche l'infortunio del giocatore nerazzurro Viganò all'8º minuto, che ne penalizzò il rendimento, malgrado fosse riuscito a rientrare in campo. I gol livornesi arrivarono nel finale: al 38º minuto, dopo una palla gol del Livorno sventata in corner da Francesconi, sul successivo calcio d'angolo, battuto da Corte, Magnozzi insaccò di testa, accorciando le distanze; quattro minuti dopo, lo stesso Magnozzi, approfittando di una mischia in area neroazzurra, provocò l'autorete del portiere neroazzurro Piero Campelli, portando il risultato sul 3-2 (alcune fonti attribuiscono proprio a Magnozzi il gol). A quel punto, il Livorno sfiorò, secondo Il Telegrafo, la rete del pareggio con Jacoponi ma non riuscì nell'intento: l'Inter vinse così, anche se con più fatica del previsto, il suo secondo campionato.
Il quotidiano napoletano Il Mezzogiorno criticò il sistema del "girone semplice" (partite di sola andata) con cui si svolsero le fasi finali del campionato, definendolo «antisportivo» in quanto non rendeva giustizia a quelle squadre che, dopo aver dominato le fasi iniziali del campionato, per una giornata storta nelle finali se lo vedevano compromesso. Ad esempio il favorito Genoa, che nelle semifinali aveva eliminato squadre del calibro del Milan, del Legnano e della Pro Vercelli, subì un duro colpo per le sue ambizioni a causa di una rocambolesca sconfitta contro la Juventus, mentre avrebbe avuto maggiori possibilità di recupero nel caso le finali si fossero disputate con il "girone doppio" (con partite di andata e ritorno). Allo stesso modo il Livorno vinse di misura la finale centro-sud contro una Fortitudo in cattiva giornata e scesa in campo incompleta, e non è da escludere che l'esito avrebbe potuto essere diverso se si fosse giocata anche la partita di ritorno. Tuttavia l'eccessiva durata del campionato rendeva necessaria l'adozione del girone semplice, per quanto potesse portare ad esiti rocamboleschi e inaspettati sulla carta (come la vittoria dell'Inter contro i pronostici della vigilia che davano per vincente il favorito Genoa).

## Qualificazioni pre-campionato

### Emilia

#### Primo turno
| Bologna 5 ottobre 1919 | GS Bolognese | 1 – 0 | Audace Ferrara |  |

#### Secondo turno
| 5 ottobre 1919 | GS Bolognese | 1 – 0 | SPAL |  |

### Liguria

#### Primo turno
| Arbitro: | Vagge (Genova) |

|                    |           |  |
| De Nardo 4’ (aut.) | Marcatori |  |

| Genova 5 ottobre 1919, ore 10:30 | GC Grifone | 5 – 1 | Sestrese | Campo sportivo della Cajenna |

#### Secondo turno
| Genova 5 ottobre 1919 Secondo turno | Spes Genova | 3 – 0 Sospesa | Sestrese |  |

### Lombardia
| Legnano 5 ottobre 1919 | Enotria Goliardo | 2 – 0 | Pro Patria | Campo di via Lodi |

| Arbitro: | Bellandi (Milano) |

|                             |           |                 |
| Marenzi 25’, 40’ Quadri 88’ | Marcatori | 50’, 65’ Crippa |

| Arbitro: | A. Gama (Milano) |

|                              |           |  |
| E. Moretti 42’ Tirabassi 75’ | Marcatori |  |

### Piemonte
| Arbitro: | Rangone (Alessandria) |

|               |           |  |
| Lazoli II 75’ | Marcatori |  |

### Campania

#### Primo turno
| Bagnoli 26 ottobre 1919 | Brasiliano | 0 – 6 | Pro Caserta |  |

| Arbitro: | Reichlin (Napoli) |

|                      |           |                          |
| Rufino 18’, 38’, 88’ | Marcatori | 30’ Spera 44’ Sarcinelli |

#### Finale
| Arbitro: | Bruschini |

|                                   |           |  |
| Palladino 30’, 72’, 75’ Rossi 71’ | Marcatori |  |

### Verdetti
- Alessandrina, Atalanta, Enotria Goliardo, G.C. Grifone, GS Bolognese, Sampierdarenese, Spes Genova, Trevigliese e Pro Caserta qualificate in Prima Categoria dopo spareggi.
- Amatori Giuoco Calcio Torino, Pastore, Ausonia Pro Gorla, Legnano, Saronno, Varese, Pavia, Carpi, Mantova, Nazionale Emilia, Giovanni Gerbi Pisa, Romana, Pro Napoli e Puteolana promosse o ammesse in Prima Categoria.

## Torneo maggiore

### Squadre partecipanti

#### Sezione emiliana
Gestito dal Comitato Regionale Emiliano, sede: Bologna.
| Club             | Stagione | Città        | Stadio                    | Stagione precedente                   |
| ---------------- | -------- | ------------ | ------------------------- | ------------------------------------- |
| Bologna          | dettagli | Bologna (BO) | Stadio Sterlino (55x100)  | -                                     |
| Carpi            | dettagli | Carpi (MO)   | Campo del Foro Boario     | 1ª nella Promozione emiliana          |
| GS Bolognese     | dettagli | Bologna (BO) | Campo della Cesoia        | Club neofita, vince la qualificazione |
| Mantova          | dettagli | Mantova (MN) | Campo Ippodromo Te        | 2ª nella Promozione emiliana          |
| Modena           | dettagli | Modena (MO)  | Campo di viale Fontanelli | -                                     |
| Nazionale Emilia | dettagli | Bologna (BO) | Campo della Cesoia        | Club neofita                          |

#### Sezione ligure
Gestito dal Comitato Regionale Ligure, sede: Genova.
| Club            | Stagione | Città                 | Stadio                                     | Stagione precedente           |
| --------------- | -------- | --------------------- | ------------------------------------------ | ----------------------------- |
| Andrea Doria    | dettagli | Genova                | Campo sportivo della Cajenna               | -                             |
| GC Grifone      | dettagli | Genova                | Campo Augusta di Teglia                    | Nuova affiliazione            |
| Genoa           | dettagli | Genova                | Campo di via del Piano                     | -                             |
| Sampierdarenese | dettagli | San Pier d'Arena (GE) | Stadio di Villa Scassi                     | Società di nuova affiliazione |
| Savona          | dettagli | Savona (GE)           | Campo di via Frugoni                       | -                             |
| Spes Genova     | dettagli | Genova                | Campo di via del Piano e Augusta di Teglia | Società di nuova affiliazione |

#### Sezione lombarda
Gestito dal Comitato Regionale Lombardo, sede: Milano.
| Club                | Stagione | Città            | Stadio                          | Stagione precedente                    |
| ------------------- | -------- | ---------------- | ------------------------------- | -------------------------------------- |
| Atalanta            | dettagli | Bergamo (BG)     | Stadium della Clementina        | 4ª nella finale lombarda di Promozione |
| Ausonia Pro Gorla   | dettagli | Gorla Primo (MI) | Campo Pro Gorla, viale Monza    | 2° nella finale lombarda di Promozione |
| Brescia             | dettagli | Brescia (BS)     | Stadio di via Cesare Lombroso   | 4º nel girone E di 1ª Categoria        |
| Chiasso             | dettagli | Chiasso (TI)     | Campo di Mornello di Maslianico | 5º nel girone D di 1ª Categoria        |
| Como                | dettagli | Como (CO)        | Campo via dei Mille (55x100)    | 3º nel girone C delle semifinali       |
| Cremonese           | dettagli | Cremona (CR)     | Campo di via Persico            | 4º nel girone E di 1ª Categoria        |
| Enotria Goliardo    | dettagli | Milano (MI)      | Campo di via Colletta           | 3ª nel girone lombardo B di Promozione |
| Inter               | dettagli | Milano (MI)      | Campo di via Goldoni            | 2º nel girone finale di 1ª Categoria   |
| Juventus Italia     | dettagli | Milano (MI)      | Campo via Ravizza               | 4º nel girone C lombardo               |
| Legnano             | dettagli | Legnano (MI)     | Campo di via Lodi               | 6º nel girone lombardo A di Promozione |
| AC Libertas         | dettagli | Milano (MI)      | Campo di via Bersaglio          | 5º nel girone C lombardo               |
| Milan               | dettagli | Milano (MI)      | Campo di viale Lombardia        | 2º nel girone finale di 1ª Categoria   |
| Nazionale Lombardia | dettagli | Milano (MI)      | Campo della Baggina             | 4º nel girone C di 1ª Categoria        |
| Pavia               | dettagli | Pavia (PV)       | Stadium Pavese                  | Vince la Promozione lombarda           |
| Saronno             | dettagli | Saronno (MI)     | Campo di via Milano             | 5º nella finale lombarda di Promozione |
| Trevigliese         | dettagli | Treviglio (BG)   | Campo di via Milano             | 4ª nel girone lombardo B di Promozione |
| US Milanese         | dettagli | Milano (MI)      | Velodromo Sempione              | 3º nel girone E di 1ª Categoria        |
| Varese              | dettagli | Varese (CO)      | Campo delle Bettole             | 3° nella finale lombarda di Promozione |

#### Sezione piemontese
Gestito dal Comitato Regionale Piemontese, sede: Torino
| Club           | Stagione | Città                  | Stadio                       | Stagione precedente                         |
| -------------- | -------- | ---------------------- | ---------------------------- | ------------------------------------------- |
| Alessandria    | dettagli | Alessandria (AL)       | Campo degli Orti             | -                                           |
| Alessandrina   | dettagli | Alessandria            | Campo al Cristo              | Club neofita, vince la qualificazione       |
| Amatori Torino | dettagli | Torino (TO)            | Campo Amatori                | 2º nel girone A della Promozione piemontese |
| Biellese       | dettagli | Biella (NO)            | Campo Lanzone                | "Veloces" 6ª nel girone piemontese B        |
| Casale         | dettagli | Casale Monferrato (AL) | Campo Natale Palli           | -                                           |
| Juventus       | dettagli | Torino (TO)            | Stadio di Corso Sebastopoli  | -                                           |
| Novara         | dettagli | Novara (NO)            | Campo di via Lombroso        | -                                           |
| Pastore        | dettagli | Torino (TO)            | Campo di corso Peschiera     | Club neofita                                |
| Pro Vercelli   | dettagli | Vercelli (NO)          | Campo piazza Conte di Torino | -                                           |
| Torino         | dettagli | Torino (TO)            | Campo Stradale Stupinigi     | -                                           |
| US Torinese    | dettagli | Torino                 | Campo Stradale Stupinigi     | "Vigor" 3ª nel girone nazionale B           |
| Valenzana      | dettagli | Valenza (AL)           | Campo di Porta Alessandria   | -                                           |

#### Sezione veneta
Gestito dal Comitato Regionale Veneto, sede: Venezia.
| Club     | Stagione | Città        | Stadio                 | Stagione precedente |
| -------- | -------- | ------------ | ---------------------- | ------------------- |
| Padova   | dettagli | Padova (PD)  | Stadium                | -                   |
| Petrarca | dettagli | Padova (PD)  | Stadio Tre Pini        | -                   |
| Udinese  | dettagli | Udine (UD)   | Campo di viale Venezia | -                   |
| Venezia  | dettagli | Venezia (VE) | Campo di Sant'Elena    | -                   |
| Verona   | dettagli | Verona (VR)  | Campo di Borgo Venezia | -                   |
| Vicenza  | dettagli | Vicenza (VI) | Campo di San Felice    | -                   |

### Gironi regionali di qualificazione

#### Sezione emiliana

##### Classifica finale
|  | Pos. | Squadra          | Pt | G  | V | N | P | GF | GS | DR  |
|  | ---- | ---------------- | -- | -- | - | - | - | -- | -- | --- |
|  | 1.   | Bologna          | 18 | 10 | 8 | 2 | 0 | 39 | 5  | +34 |
|  | 2.   | Modena           | 15 | 10 | 6 | 3 | 1 | 30 | 6  | +24 |
|  | 3.   | Mantova          | 10 | 10 | 3 | 4 | 3 | 11 | 11 | 0   |
|  | 4.   | Carpi            | 7  | 10 | 3 | 1 | 6 | 9  | 22 | -13 |
|  | 5.   | Nazionale Emilia | 6  | 10 | 2 | 2 | 6 | 7  | 28 | -21 |
|  | 6.   | GS Bolognese     | 4  | 10 | 2 | 0 | 8 | 9  | 33 | -24 |

Legenda:
      Qualificato ai gironi nazionali di semifinale.
  Retrocesso (in Promozione) e poi riammesso.
Regolamento:
Due punti a vittoria, uno a pareggio, zero a sconfitta.
Note:
Carpi e Nazionale Emilia avrebbero dovuto essere declassate nella costituenda Categoria B ma furono riammesse per l'annullamento della prevista scissione della Prima Categoria su due livelli.

##### Risultati

###### Calendario
| Andata (1ª) | Andata (1ª) | Prima giornata           | Ritorno (6ª) | Ritorno (6ª) |
|             |             |                          |              |              |
| 12 ott.     | 6-0         | Modena-Carpi             | 3-0          | 23 nov.      |
| 12 ott.     | 8-0         | Bologna-Bolognese        | 4-2          | 23 nov.      |
| 12 ott.     | 5-1         | Mantova-Nazionale Emilia | 1-1          | 23 nov.      |

| Andata (2ª) | Andata (2ª) | Seconda giornata        | Ritorno (7ª) | Ritorno (7ª) |
|             |             |                         |              |              |
| 19 ott.     | 2-0         | Bologna-Carpi           | 6-2          | 30 nov.      |
| 19 ott.     | 5-0         | Modena-Nazionale Emilia | 1-1          | 30 nov.      |
| 19 ott.     | 3-0         | Bolognese-Mantova       | 0-2          | 30 nov.      |

| Andata (3ª) | Andata (3ª) | Terza giornata           | Ritorno (8ª) | Ritorno (8ª) |
|             |             |                          |              |              |
| 26 ott.     | 9-0         | Bologna-Nazionale Emilia | 3-0          | 7 dic.       |
| 26 ott.     | 0-0         | Mantova-Modena           | 0-2          | 7 dic.       |
| 26 ott.     | 2-1         | Carpi-Bolognese          | 2-0          | 7 dic.       |

| Andata (4ª) | Andata (4ª) | Quarta giornata        | Ritorno (9ª) | Ritorno (9ª) |
|             |             |                        |              |              |
| 2 nov.      | 1-3         | Mantova-Bologna        | 0-0          | 14 dic.      |
| 2 nov.      | 1-2         | Nazionale Emilia-Carpi | 1-0          | 14 dic.      |
| 2 nov.      | 1-9         | Bolognese-Modena       | 0-4          | 14 dic.      |

| \| Andata (5ª) \| Andata (5ª) \| Quinta giornata \| Ritorno (10ª) \| Ritorno (10ª) \| \| \| \| \| \| \| \| 9 nov. \| 0-0 \| Modena-Bologna \| 0-4 \| 21 dic. \| \| 9 nov. \| 2-0 \| Nazionale Emilia-Bolognese \| 0-2 \| 21 dic. \| \| 9 nov. \| 0-0 \| Carpi-Mantova \| 1-2 \| 21 dic. \| |             |                            |               |               |
| Andata (5ª) | Andata (5ª) | Quinta giornata            | Ritorno (10ª) | Ritorno (10ª) |
| |             |                            |               |               |
| 9 nov. | 0-0         | Modena-Bologna             | 0-4           | 21 dic.       |
| 9 nov. | 2-0         | Nazionale Emilia-Bolognese | 0-2           | 21 dic.       |
| 9 nov. | 0-0         | Carpi-Mantova              | 1-2           | 21 dic.       |

###### Tabellone
|                  | BOL  | CAR  | GSB  | MAN  | MOD  | NAZ  |
| ---------------- | ---- | ---- | ---- | ---- | ---- | ---- |
| Bologna          | –––– | 2-0  | 8-0  | 0-0  | 4-0  | 9-0  |
| Carpi            | 2-6  | –––– | 2-1  | 0-0  | 0-3  | 0-1  |
| GS Bolognese     | 2-4  | 0-2  | –––– | 3-0  | 1-9  | 2-0  |
| Mantova          | 1-3  | 2-1  | 2-0  | –––– | 0-0  | 5-1  |
| Modena           | 0-0  | 6-0  | 4-0  | 2-0  | –––– | 5-0  |
| Nazionale Emilia | 0-3  | 1-2  | 2-0  | 1-0  | 1-1  | –––– |

#### Sezione ligure

##### Classifica finale
|  | Pos. | Squadra         | Pt | G  | V | N | P | GF | GS | DR  |
|  | ---- | --------------- | -- | -- | - | - | - | -- | -- | --- |
|  | 1.   | Genoa           | 19 | 10 | 9 | 1 | 0 | 49 | 3  | +46 |
|  | 2.   | Andrea Doria    | 15 | 10 | 6 | 3 | 1 | 29 | 9  | +20 |
|  | 3.   | GC Grifone      | 8  | 10 | 3 | 2 | 5 | 11 | 35 | -24 |
|  | 4.   | Sampierdarenese | 7  | 10 | 2 | 3 | 5 | 12 | 28 | -16 |
|  | 5.   | Savona          | 6  | 10 | 2 | 2 | 6 | 8  | 21 | -13 |
|  | 6.   | Spes Genova     | 5  | 10 | 2 | 1 | 7 | 5  | 18 | -13 |

Legenda:
      Qualificato ai gironi nazionali di semifinale.
 Sciolto a fine stagione.
  Retrocesso (in Promozione) e poi riammesso.
Regolamento:
Due punti a vittoria, uno a pareggio, zero a sconfitta.
Note:
Sampierdarenese e Savona avrebbero dovuto essere declassate nella costituenda Categoria B ma furono riammesse per l'annullamento della prevista scissione della Prima Categoria su due livelli.

##### Risultati

###### Calendario
| Andata (1ª) | Andata (1ª) | Prima giornata          | Ritorno (6ª) | Ritorno (6ª) |
|             |             |                         |              |              |
| 12 ott.     | 5-1         | Genoa-Andrea Doria      | 1-1          | 23 nov.      |
| 12 ott.     | 0-1         | Savona-Spes             | 2-1          | 4 gen.       |
| 12 ott.     | 3-1         | Grifone-Sampierdarenese | 4-4          | 28 dic.      |

| Andata (2ª) | Andata (2ª) | Seconda giornata             | Ritorno (7ª) | Ritorno (7ª) |
|             |             |                              |              |              |
| 19 ott.     | 3-0         | Genoa-Spes                   | 5-1          | 30 nov.      |
| 19 ott.     | 1-1         | Sampierdarenese-Andrea Doria | 1-4          | 30 nov.      |
| 19 ott.     | 0-2         | Savona-Grifone               | 1-1          | 30 nov.      |

| Andata (3ª) | Andata (3ª) | Terza giornata         | Ritorno (8ª) | Ritorno (8ª) |
|             |             |                        |              |              |
| 26 ott.     | 0-8         | Grifone-Genoa          | 0-6          | 7 dic.       |
| 26 ott.     | 4-0         | Andrea Doria-Spes      | 2-0          | 7 dic.       |
| 26 ott.     | 2-3         | Savona-Sampierdarenese | 2-1          | 7 dic.       |

| Andata (4ª) | Andata (4ª) | Quarta giornata      | Ritorno (9ª) | Ritorno (9ª) |
|             |             |                      |              |              |
| 2 nov.      | 5-0         | Genoa-Savona         | 4-0          | 14 dic.      |
| 2 nov.      | 0-0         | Spes-Sampierdarenese | 0-1          | 14 dic.      |
| 2 nov.      | 0-7         | Grifone-Andrea Doria | 0-6          | 14 dic.      |

| Andata (5ª) | Andata (5ª) | Quinta giornata       | Ritorno (10ª) | Ritorno (10ª) |
|             |             |                       |               |               |
| 9 nov.      | 4-0         | Genoa-Sampierdarenese | 8-0           | 21 dic.       |
| 9 nov.      | 2-0         | Spes-Grifone          | 0-1           | 21 dic.       |
| 28 dic.     | 3-1         | Andrea Doria-Savona   | 0-0           | 21 dic.       |

###### Tabellone
|                 | AND  | GEN  | GCG  | SAM  | SAV  | SPE  |
| --------------- | ---- | ---- | ---- | ---- | ---- | ---- |
| Andrea Doria    | –––– | 1-1  | 6-0  | 4-1  | 3-1  | 4-0  |
| Genoa           | 5-1  | –––– | 6-0  | 8-0  | 5-0  | 3-0  |
| G.C. Grifone    | 0-7  | 0-8  | –––– | 3-1  | 1-1  | 1-0  |
| Sampierdarenese | 1-1  | 0-4  | 4-4  | –––– | 1-2  | 1-0  |
| Savona          | 0-0  | 0-4  | 0-2  | 2-3  | –––– | 0-1  |
| Spes            | 0-2  | 1-5  | 2-0  | 0-0  | 1-2  | –––– |

#### Sezione lombarda

##### Girone A

###### Classifica finale
|  | Pos. | Squadra         | Pt | G  | V | N | P | GF | GS | DR  |
|  | ---- | --------------- | -- | -- | - | - | - | -- | -- | --- |
|  | 1.   | Inter           | 18 | 10 | 8 | 2 | 0 | 42 | 12 | +30 |
|  | 2.   | Brescia         | 14 | 10 | 6 | 2 | 2 | 21 | 16 | +5  |
|  | 3.   | Juventus Italia | 9  | 10 | 4 | 1 | 5 | 16 | 15 | +1  |
|  | 4.   | Trevigliese     | 9  | 10 | 2 | 5 | 3 | 21 | 25 | -4  |
|  | 5.   | AC Libertas     | 5  | 10 | 2 | 1 | 7 | 14 | 26 | -12 |
|  | 6.   | Cremonese       | 5  | 10 | 2 | 1 | 7 | 11 | 31 | -20 |

Legenda:
      Qualificato ai gironi nazionali di semifinale.
  Retrocesso e poi riammesso.
Regolamento:
Due punti a vittoria, uno a pareggio, zero a sconfitta.
Note:
Trevigliese e Libertas avrebbero dovuto essere declassate nella costituenda Categoria B ma furono riammesse per l'annullamento della prevista scissione della Prima Categoria su due livelli.

###### Calendario
| Andata (1ª) | Andata (1ª) | Prima giornata              | Ritorno (6ª) | Ritorno (6ª) |
|             |             |                             |              |              |
| 12 ott.     | 0-3         | Libertas-Inter              | 0-6          | 23 nov.      |
| 12 ott.     | 0-1         | Juventus Italia-Trevigliese | 1-1          | 23 nov.      |
| 12 ott.     | 1-0         | Brescia-Cremonese           | 4-2          | 23 nov.      |

| Andata (2ª) | Andata (2ª) | Seconda giornata         | Ritorno (7ª) | Ritorno (7ª) |
|             |             |                          |              |              |
| 19 ott.     | 1-1         | Brescia-Inter            | 0-6          | 30 nov.      |
| 19 ott.     | 0-4         | Libertas-Juventus Italia | 1-0          | 30 nov.      |
| 28 dic.     | 1-1         | Trevigliese-Cremonese    | 1-3          | 30 nov.      |

| Andata (3ª) | Andata (3ª) | Terza giornata          | Ritorno (8ª) | Ritorno (8ª) |
|             |             |                         |              |              |
| 26 ott.     | 5-2         | Inter-Cremonese         | 2-0          | 7 dic.       |
| 26 ott.     | 2-0         | Juventus Italia-Brescia | 0-4          | 7 dic.       |
| 26 ott.     | 4-0         | Trevigliese-Libertas    | 3-3          | 7 dic.       |

| Andata (4ª) | Andata (4ª) | Quarta giornata           | Ritorno (9ª) | Ritorno (9ª) |
|             |             |                           |              |              |
| 2 nov.      | 8-2         | Inter-Trevigliese         | 3-3          | 14 dic.      |
| 2 nov.      | 4-0         | Brescia-Libertas          | 1-0          | 14 dic.      |
| 2 nov.      | 0-3         | Cremonese-Juventus Italia | 0-2          | 14 dic.      |

| \| Andata (5ª) \| Andata (5ª) \| Quinta giornata \| Ritorno (10ª) \| Ritorno (10ª) \| \| \| \| \| \| \| \| 9 nov. \| 2-4 \| Juventus Italia-Inter \| 2-4 \| 21 dic. \| \| 9 nov. \| 4-1 \| Libertas-Cremonese \| 3-5 \| 21 dic. \| \| 9 nov. \| 2-3 \| Trevigliese-Brescia \| 3-3 \| 21 dic. \| |             |                       |               |               |
| Andata (5ª) | Andata (5ª) | Quinta giornata       | Ritorno (10ª) | Ritorno (10ª) |
| |             |                       |               |               |
| 9 nov. | 2-4         | Juventus Italia-Inter | 2-4           | 21 dic.       |
| 9 nov. | 4-1         | Libertas-Cremonese    | 3-5           | 21 dic.       |
| 9 nov. | 2-3         | Trevigliese-Brescia   | 3-3           | 21 dic.       |

###### Tabellone
|                 | BRE  | CRE  | INT  | JUI  | RAC  | TRE  |
| --------------- | ---- | ---- | ---- | ---- | ---- | ---- |
| Brescia         | –––– | 1-0  | 1-1  | 4-0  | 4-0  | 3-3  |
| Cremonese       | 2-4  | –––– | 0-2  | 0-3  | 5-3  | 3-1  |
| Inter           | 6-0  | 5-2  | –––– | 4-2  | 6-0  | 8-2  |
| Juventus Italia | 2-0  | 2-0  | 2-4  | –––– | 0-1  | 0-1  |
| Racing Libertas | 0-1  | 4-1  | 0-3  | 0-4  | –––– | 3-3  |
| Trevigliese     | 2-3  | 1-1  | 3-3  | 1-1  | 4-0  | –––– |

##### Girone B

###### Classifica finale
|  | Pos. | Squadra           | Pt | G  | V  | N | P | GF | GS | DR  |
|  | ---- | ----------------- | -- | -- | -- | - | - | -- | -- | --- |
|  | 1.   | Milan             | 20 | 10 | 10 | 0 | 0 | 43 | 8  | +35 |
|  | 2.   | Enotria Goliardo  | 14 | 10 | 7  | 0 | 3 | 24 | 15 | +9  |
|  | 3.   | Atalanta          | 11 | 10 | 5  | 1 | 4 | 11 | 16 | -5  |
|  | 4.   | Chiasso           | 8  | 10 | 3  | 2 | 5 | 15 | 18 | -3  |
|  | 5.   | Pavia             | 5  | 10 | 2  | 1 | 7 | 11 | 19 | -8  |
|  | 6.   | Ausonia Pro Gorla | 2  | 10 | 0  | 2 | 8 | 8  | 36 | -28 |

Legenda:
      Qualificato ai gironi nazionali di semifinale.
 Sciolto a fine stagione.
  Retrocesso (in Promozione) e poi riammesso.
Regolamento:
Due punti a vittoria, uno a pareggio, zero a sconfitta.
Note:
Chiasso e Pavia avrebbero dovuto essere declassate nella costituenda Categoria B ma furono riammesse per l'annullamento della prevista scissione della Prima Categoria su due livelli.

###### Calendario
| Andata (1ª) | Andata (1ª) | Prima giornata        | Ritorno (6ª) | Ritorno (6ª) |
|             |             |                       |              |              |
| 12 ott.     | 3-1         | Milan-Chiasso         | 2-1          | 23 nov.      |
| 12 ott.     | 3-2         | Enotria G.-Pavia      | 1-0          | 23 nov.      |
| 12 ott.     | 2-0         | Atalanta-Ausonia P.G. | 2-1          | 23 nov.      |

| Andata (2ª) | Andata (2ª) | Seconda giornata   | Ritorno (7ª) | Ritorno (7ª) |
|             |             |                    |              |              |
| 19 ott.     | 1-4         | Enotria G.-Milan   | 1-3          | 30 nov.      |
| 19 ott.     | 1-1         | Pavia-Ausonia P.G. | 2-0          | 30 nov.      |
| 19 ott.     | 1-0         | Atalanta-Chiasso   | 3-3          | 30 nov.      |

| Andata (3ª) | Andata (3ª) | Terza giornata       | Ritorno (8ª) | Ritorno (8ª) |
|             |             |                      |              |              |
| 26 ott.     | 1-6         | Pavia-Milan          | 1-3          | 7 dic.       |
| 26 ott.     | 1-1         | Chiasso-Ausonia P.G. | 4-0          | 7 dic.       |
| 26 ott.     | 1-0         | Enotria G.-Atalanta  | 2-0          | 7 dic.       |

| Andata (4ª) | Andata (4ª) | Quarta giornata         | Ritorno (9ª) | Ritorno (9ª) |
|             |             |                         |              |              |
| 2 nov.      | 0-4         | Atalanta-Milan          | 1-5          | 14 dic.      |
| 2 nov.      | 1-3         | Chiasso-Pavia           | 2-1          | 14 dic.      |
| 2 nov.      | 4-7         | Ausonia P.G.-Enotria G. | 0-4          | 14 dic.      |

| \| Andata (5ª) \| Andata (5ª) \| Quinta giornata \| Ritorno (10ª) \| Ritorno (10ª) \| \| \| \| \| \| \| \| 9 nov. \| 3-1 \| Milan-Ausonia P.G. \| 10-0 \| 21 dic. \| \| 9 nov. \| 0-1 \| Pavia-Atalanta \| 0-1 \| 21 dic. \| \| 9 nov. \| 4-0 \| Enotria G.-Chiasso \| 0-2 \| 21 dic. \| |             |                    |               |               |
| Andata (5ª) | Andata (5ª) | Quinta giornata    | Ritorno (10ª) | Ritorno (10ª) |
| |             |                    |               |               |
| 9 nov. | 3-1         | Milan-Ausonia P.G. | 10-0          | 21 dic.       |
| 9 nov. | 0-1         | Pavia-Atalanta     | 0-1           | 21 dic.       |
| 9 nov. | 4-0         | Enotria G.-Chiasso | 0-2           | 21 dic.       |

###### Tabellone
|                   | ATA  | AUS  | CHI  | ENO  | MIL  | PAV  |
| ----------------- | ---- | ---- | ---- | ---- | ---- | ---- |
| Atalanta          | –––– | 2-0  | 1-0  | 0-2  | 0-4  | 1-0  |
| Ausonia Pro Gorla | 1-2  | –––– | 0-4  | 4-7  | 0-10 | 0-2  |
| Chiasso           | 3-3  | 1-1  | –––– | 2-0  | 1-2  | 1-3  |
| Enotria Goliardo  | 1-0  | 4-0  | 4-0  | –––– | 1-4  | 3-2  |
| Milan             | 5-1  | 3-1  | 3-1  | 3-1  | –––– | 3-1  |
| Pavia             | 0-1  | 1-1  | 1-2  | 0-1  | 1-6  | –––– |

##### Girone C

###### Classifica finale
|  | Pos. | Squadra             | Pt | G  | V | N | P | GF | GS | DR  |
|  | ---- | ------------------- | -- | -- | - | - | - | -- | -- | --- |
|  | 1.   | US Milanese         | 18 | 10 | 8 | 2 | 0 | 34 | 8  | +26 |
|  | 2.   | Legnano             | 15 | 10 | 7 | 1 | 2 | 26 | 7  | +19 |
|  | 3.   | Saronno             | 12 | 10 | 6 | 0 | 4 | 25 | 17 | +8  |
|  | 4.   | Nazionale Lombardia | 7  | 10 | 3 | 1 | 6 | 19 | 33 | -14 |
|  | 5.   | Varese              | 4  | 10 | 1 | 2 | 7 | 15 | 30 | -15 |
|  | 6.   | Como                | 4  | 10 | 2 | 0 | 8 | 13 | 37 | -24 |

Legenda:
      Qualificato ai gironi nazionali di semifinale.
  Retrocesso (in Promozione) e poi riammesso.
Regolamento:
Due punti a vittoria, uno a pareggio, zero a sconfitta.
Note:
Nazionale Lombardia e Varese avrebbero dovuto essere declassate nella costituenda Categoria B ma furono riammesse per l'annullamento della prevista scissione della Prima Categoria su due livelli.

###### Calendario
| Andata (1ª) | Andata (1ª) | Prima giornata                  | Ritorno (6ª) | Ritorno (6ª) |
|             |             |                                 |              |              |
| 12 ott.     | 2-6         | Nazionale Lombardia-US Milanese | 0-4          | 23 nov.      |
| 12 ott.     | 1-2         | Varese-Saronno                  | 1-5          | 23 nov.      |
| 12 ott.     | 4-0         | Legnano-Como                    | 4-0          | 23 nov.      |

| Andata (2ª) | Andata (2ª) | Seconda giornata         | Ritorno (7ª) | Ritorno (7ª) |
|             |             |                          |              |              |
| 19 ott.     | 3-0         | Legnano-Varese           | 3-0          | 30 nov.      |
| 19 ott.     | 2-1         | Como-Nazionale Lombardia | 2-4          | 4 gen.       |
| 19 ott.     | 3-1         | US Milanese-Saronno      | 2-0          | 30 nov.      |

| Andata (3ª) | Andata (3ª) | Terza giornata              | Ritorno (8ª) | Ritorno (8ª) |
|             |             |                             |              |              |
| 26 ott.     | 4-2         | Saronno-Como                | 4-1          | 7 dic.       |
| 26 ott.     | 1-4         | Varese-US Milanese          | 2-2          | 7 dic.       |
| 26 ott.     | 4-1         | Legnano-Nazionale Lombardia | 4-1          | 7 dic.       |

| Andata (4ª) | Andata (4ª) | Quarta giornata            | Ritorno (9ª) | Ritorno (9ª) |
|             |             |                            |              |              |
| 28 dic.     | 5-4         | Nazionale Lombardia-Varese | 1-1          | 14 dic.      |
| 2 nov.      | 2-0         | Legnano-Saronno            | 1-3          | 28 dic.      |
| 2 nov.      | 1-8         | Como-US Milanese           | 0-3          | 14 dic.      |

| \| Andata (5ª) \| Andata (5ª) \| Quinta giornata \| Ritorno (10ª) \| Ritorno (10ª) \| \| \| \| \| \| \| \| 9 nov. \| 1-1 \| US Milanese-Legnano \| 1-0 \| 21 dic. \| \| 9 nov. \| 4-0 \| Saronno-Nazionale Lombardia \| 2-4 \| 21 dic. \| \| 9 nov. \| 2-0 \| Varese-Como \| 3-5 \| 21 dic. \| |             |                             |               |               |
| Andata (5ª) | Andata (5ª) | Quinta giornata             | Ritorno (10ª) | Ritorno (10ª) |
| |             |                             |               |               |
| 9 nov. | 1-1         | US Milanese-Legnano         | 1-0           | 21 dic.       |
| 9 nov. | 4-0         | Saronno-Nazionale Lombardia | 2-4           | 21 dic.       |
| 9 nov. | 2-0         | Varese-Como                 | 3-5           | 21 dic.       |

###### Tabellone
|               | COM  | LEG  | NAZ  | SAR  | USM  | VAR  |
| ------------- | ---- | ---- | ---- | ---- | ---- | ---- |
| Como          | –––– | 0-4  | 2-1  | 1-4  | 1-8  | 5-3  |
| Legnano       | 4-0  | –––– | 4-1  | 2-0  | 0-1  | 3-0  |
| Naz.Lombardia | 4-2  | 1-4  | –––– | 4-2  | 2-6  | 5-4  |
| Saronno       | 4-2  | 3-1  | 4-0  | –––– | 0-3  | 5-1  |
| US Milanese   | 3-0  | 1-1  | 4-0  | 3-1  | –––– | 2-2  |
| Varese        | 2-0  | 0-3  | 1-1  | 1-2  | 1-4  | –––– |

#### Sezione piemontese

##### Girone A

###### Classifica finale
|  | Pos. | Squadra        | Pt | G  | V | N | P | GF | GS | DR  |
|  | ---- | -------------- | -- | -- | - | - | - | -- | -- | --- |
|  | 1.   | Pro Vercelli   | 16 | 10 | 7 | 2 | 1 | 29 | 7  | +22 |
|  | 1.   | Juventus       | 16 | 10 | 6 | 4 | 0 | 25 | 5  | +20 |
|  | 3.   | Torino         | 15 | 10 | 6 | 3 | 1 | 27 | 10 | +17 |
|  | 4.   | Biellese       | 5  | 10 | 2 | 1 | 7 | 12 | 34 | -22 |
|  | 5.   | Amatori Torino | 4  | 10 | 1 | 2 | 7 | 12 | 32 | -20 |
|  | 6.   | Alessandrina   | 4  | 10 | 1 | 2 | 7 | 7  | 24 | -17 |

Legenda:
      Qualificato ai gironi nazionali di semifinale.
 Sciolto a fine stagione.
Regolamento:
Due punti a vittoria, uno a pareggio, zero a sconfitta.
Note:
Biellese e Amatori Torino avrebbero dovuto essere declassate nella costituenda Categoria B ma furono riammesse per l'annullamento della prevista scissione della Prima Categoria su due livelli.
Alessandrina retrocessa in Promozione ma poi fusasi a novembre nell'Alessandria.

###### Calendario
| Andata (1ª) | Andata (1ª) | Prima giornata        | Ritorno (6ª) | Ritorno (6ª) |
|             |             |                       |              |              |
| 12 ott.     | 2-9         | Biellese-Torino       | 2-3          | 23 nov.      |
| 12 ott.     | 0-4         | Amatori-Pro Vercelli  | 1-8          | 23 nov.      |
| 12 ott.     | 3-0         | Juventus-Alessandrina | 4-0          | 23 nov.      |

| Andata (2ª) | Andata (2ª) | Seconda giornata      | Ritorno (7ª) | Ritorno (7ª) |
|             |             |                       |              |              |
| 19 ott.     | 0-0         | Pro Vercelli-Juventus | 1-1          | 30 nov.      |
| 19 ott.     | 3-1         | Torino-Alessandrina   | 1-0          | 28 dic.      |
| 19 ott.     | 4-2         | Amatori-Biellese      | 0-1          | 30 nov.      |

| Andata (3ª) | Andata (3ª) | Terza giornata            | Ritorno (8ª) | Ritorno (8ª) |
|             |             |                           |              |              |
| 26 ott.     | 4-0         | Juventus-Biellese         | 3-0          | 7 dic.       |
| 26 ott.     | 3-0         | Torino-Amatori            | 2-2          | 7 dic.       |
| 26 ott.     | 0-4         | Alessandrina-Pro Vercelli | 0-2          | 7 dic.       |

| Andata (4ª) | Andata (4ª) | Quarta giornata       | Ritorno (9ª) | Ritorno (9ª) |
|             |             |                       |              |              |
| 2 nov.      | 5-1         | Juventus-Amatori      | 3-1          | 14 dic.      |
| 2 nov.      | 1-0         | Pro Vercelli-Torino   | 0-4          | 14 dic.      |
| 4 gen.      | 4-2         | Biellese-Alessandrina | 0-0          | 14 dic.      |

| \| Andata (5ª) \| Andata (5ª) \| Quinta giornata \| Ritorno (10ª) \| Ritorno (10ª) \| \| \| \| \| \| \| \| 9 nov. \| 1-1 \| Torino-Juventus \| 1-1 \| 21 dic. \| \| 9 nov. \| 1-1 \| Alessandrina-Amatori \| 3-2 \| 21 dic. \| \| 9 nov. \| 1-6 \| Biellese-Pro Vercelli \| 0-3 \| 21 dic. \| |             |                       |               |               |
| Andata (5ª) | Andata (5ª) | Quinta giornata       | Ritorno (10ª) | Ritorno (10ª) |
| |             |                       |               |               |
| 9 nov. | 1-1         | Torino-Juventus       | 1-1           | 21 dic.       |
| 9 nov. | 1-1         | Alessandrina-Amatori  | 3-2           | 21 dic.       |
| 9 nov. | 1-6         | Biellese-Pro Vercelli | 0-3           | 21 dic.       |

###### Tabellone
|                | ALE  | AMA  | BIE  | JUV  | PRO  | TOR  |
| -------------- | ---- | ---- | ---- | ---- | ---- | ---- |
| Alessandrina   | –––– | 1-1  | 0-0  | 0-4  | 0-4  | 0-1  |
| Amatori Torino | 2-3  | –––– | 4-2  | 1-5  | 0-4  | 2-2  |
| Biellese       | 4-2  | 1-0  | –––– | 0-3  | 1-6  | 2-9  |
| Juventus       | 3-0  | 3-1  | 4-0  | –––– | 1-1  | 1-1  |
| Pro Vercelli   | 2-0  | 8-1  | 3-0  | 0-0  | –––– | 1-0  |
| Torino         | 3-1  | 3-0  | 3-2  | 1-1  | 4-0  | –––– |

##### Girone B

###### Classifica finale
|  | Pos. | Squadra     | Pt | G  | V | N | P | GF | GS | DR  |
|  | ---- | ----------- | -- | -- | - | - | - | -- | -- | --- |
|  | 1.   | Alessandria | 19 | 10 | 9 | 1 | 0 | 29 | 7  | +22 |
|  | 2.   | Casale      | 12 | 10 | 5 | 2 | 3 | 20 | 13 | +7  |
|  | 3.   | Novara      | 11 | 10 | 5 | 1 | 4 | 25 | 14 | +9  |
|  | 4.   | US Torinese | 8  | 10 | 3 | 2 | 5 | 14 | 23 | -9  |
|  | 5.   | Pastore     | 7  | 10 | 3 | 1 | 6 | 18 | 28 | -10 |
|  | 6.   | Valenzana   | 3  | 10 | 0 | 3 | 7 | 5  | 26 | -21 |

Legenda:
      Qualificato ai gironi nazionali di semifinale.
  Retrocesso (in Promozione) e poi riammesso.
Regolamento:
Due punti a vittoria, uno a pareggio, zero a sconfitta.
Note:
US Torinese e Pastore avrebbero dovuto essere declassate nella costituenda Categoria B ma furono riammesse per l'annullamento della prevista scissione della Prima Categoria su due livelli.

###### Calendario
| Andata (1ª) | Andata (1ª) | Prima giornata     | Ritorno (6ª) | Ritorno (6ª) |
|             |             |                    |              |              |
| 12 ott.     | 3-5         | Torinese-Pastore   | 1-3          | 23 nov.      |
| 12 ott.     | 0-1         | Novara-Alessandria | 0-3          | 23 nov.      |
| 12 ott.     | 3-1         | Casale-Valenzana   | 4-0          | 23 nov.      |

| Andata (2ª) | Andata (2ª) | Seconda giornata     | Ritorno (7ª) | Ritorno (7ª) |
|             |             |                      |              |              |
| 19 ott.     | 1-0         | Novara-Casale        | 0-3          | 30 nov.      |
| 19 ott.     | 1-1         | Valenzana-Pastore    | 0-2          | 30 nov.      |
| 19 ott.     | 1-0         | Alessandria-Torinese | 5-2          | 30 nov.      |

| Andata (3ª) | Andata (3ª) | Terza giornata      | Ritorno (8ª) | Ritorno (8ª) |
|             |             |                     |              |              |
| 26 ott.     | 1-1         | Casale-Torinese     | 1-2          | 7 dic.       |
| 26 ott.     | 1-1         | Valenzana-Novara    | 1-5          | 7 dic.       |
| 26 ott.     | 1-2         | Pastore-Alessandria | 1-4          | 7 dic.       |

| Andata (4ª) | Andata (4ª) | Quarta giornata       | Ritorno (9ª) | Ritorno (9ª) |
|             |             |                       |              |              |
| 2 nov.      | 2-0         | Torinese-Novara       | 1-6          | 14 dic.      |
| 2 nov.      | 3-2         | Casale-Pastore        | 2-1          | 14 dic.      |
| 2 nov.      | 6-0         | Alessandria-Valenzana | 2-0          | 14 dic.      |

| \| Andata (5ª) \| Andata (5ª) \| Quinta giornata \| Ritorno (10ª) \| Ritorno (10ª) \| \| \| \| \| \| \| \| 9 nov. \| 1-4 \| Pastore-Novara \| 1-8 \| 21 dic. \| \| 9 nov. \| 1-1 \| Casale-Alessandria \| 2-4 \| 21 dic. \| \| 9 nov. \| 0-0 \| Valenzana-Torinese \| 1-2 \| 21 dic. \| |             |                    |               |               |
| Andata (5ª) | Andata (5ª) | Quinta giornata    | Ritorno (10ª) | Ritorno (10ª) |
| |             |                    |               |               |
| 9 nov. | 1-4         | Pastore-Novara     | 1-8           | 21 dic.       |
| 9 nov. | 1-1         | Casale-Alessandria | 2-4           | 21 dic.       |
| 9 nov. | 0-0         | Valenzana-Torinese | 1-2           | 21 dic.       |

###### Tabellone
|             | ALE  | CAS  | NOV  | PAS  | UST  | VAL  |
| ----------- | ---- | ---- | ---- | ---- | ---- | ---- |
| Alessandria | –––– | 4-2  | 3-0  | 4-1  | 1-0  | 6-0  |
| Casale      | 1-1  | –––– | 3-0  | 3-2  | 1-1  | 3-1  |
| Novara      | 0-1  | 1 0  | –––– | 8-1  | 6-1  | 5-1  |
| Pastore     | 1-2  | 1-2  | 1-4  | –––– | 3-1  | 2-0  |
| US Torinese | 2-5  | 2-1  | 2-0  | 3-8  | –––– | 2-1  |
| Valenzana   | 0-2  | 0-4  | 1-1  | 1-1  | 0-0  | –––– |

#### Sezione veneta

##### Classifica finale
|  | Pos. | Squadra  | Pt | G  | V | N | P | GF | GS | DR  |
|  | ---- | -------- | -- | -- | - | - | - | -- | -- | --- |
|  | 1.   | Padova   | 17 | 10 | 8 | 1 | 1 | 25 | 6  | +19 |
|  | 2.   | Venezia  | 13 | 10 | 5 | 3 | 2 | 13 | 9  | +4  |
|  | 3.   | Petrarca | 11 | 10 | 5 | 1 | 4 | 24 | 20 | +4  |
|  | 4.   | Vicenza  | 7  | 10 | 3 | 1 | 6 | 14 | 19 | -5  |
|  | 5.   | Verona   | 6  | 10 | 2 | 2 | 6 | 15 | 26 | -11 |
|  | 6.   | Udinese  | 6  | 10 | 2 | 2 | 6 | 7  | 18 | -11 |

Legenda:
      Qualificato ai gironi nazionali di semifinale.
  Retrocesso (in Promozione) e poi riammesso.
Regolamento:
Due punti a vittoria, uno a pareggio, zero a sconfitta.
Note:
Vicenza e Verona avrebbero dovuto essere declassate nella costituenda Categoria B ma furono riammesse per l'annullamento della prevista scissione della Prima Categoria su due livelli.

##### Risultati

###### Calendario
| Andata (1ª) | Andata (1ª) | Prima giornata   | Ritorno (6ª) | Ritorno (6ª) |
|             |             |                  |              |              |
| 12 ott.     | 7-0         | Padova-Hellas    | 2-1          | 23 nov.      |
| 12 ott.     | 0-1         | Vicenza-Udinese  | 2-0          | 23 nov.      |
| 12 ott.     | 1-0         | Venezia-Petrarca | 2-4          | 23 nov.      |

| Andata (2ª) | Andata (2ª) | Seconda giornata | Ritorno (7ª) | Ritorno (7ª) |
|             |             |                  |              |              |
| 19 ott.     | 4-3         | Petrarca-Hellas  | 3-3          | 30 nov.      |
| 19 ott.     | 1-1         | Venezia-Vicenza  | 2-1          | 30 nov.      |
| 19 ott.     | 1-1         | Udinese-Padova   | 1-3          | 30 nov.      |

| Andata (3ª) | Andata (3ª) | Terza giornata  | Ritorno (8ª) | Ritorno (8ª) |
|             |             |                 |              |              |
| 26 ott.     | 3-0         | Vicenza-Hellas  | 1-2          | 7 dic.       |
| a tav.      | 2-0         | Padova-Petrarca | 2-1          | 7 dic.       |
| 26 ott.     | 0-0         | Udinese-Venezia | 0-2          | 7 dic.       |

| Andata (4ª) | Andata (4ª) | Quarta giornata  | Ritorno (9ª) | Ritorno (9ª) |
|             |             |                  |              |              |
| 2 nov.      | 3-0         | Venezia-Hellas   | 0-0          | 14 dic.      |
| 2 nov.      | 4-0         | Padova-Vicenza   | 1-0          | 14 dic.      |
| 2 nov.      | 1-2         | Udinese-Petrarca | 0-2          | 14 dic.      |

| \| Andata (5ª) \| Andata (5ª) \| Quinta giornata \| Ritorno (10ª) \| Ritorno (10ª) \| \| \| \| \| \| \| \| 28 dic. \| 5-0 \| Hellas-Udinese \| 1-3 \| 21 dic. \| \| 9 nov. \| 3-5 \| Petrarca-Vicenza \| 5-1 \| 21 dic. \| \| 9 nov. \| 1-3 \| Venezia-Padova \| 1-0 \| 21 dic. \| |             |                  |               |               |
| Andata (5ª) | Andata (5ª) | Quinta giornata  | Ritorno (10ª) | Ritorno (10ª) |
| |             |                  |               |               |
| 28 dic. | 5-0         | Hellas-Udinese   | 1-3           | 21 dic.       |
| 9 nov. | 3-5         | Petrarca-Vicenza | 5-1           | 21 dic.       |
| 9 nov. | 1-3         | Venezia-Padova   | 1-0           | 21 dic.       |

###### Tabellone
|          | PAD  | PET  | UDI  | VEN  | VER  | VIC  |
| -------- | ---- | ---- | ---- | ---- | ---- | ---- |
| Padova   | –––– | 2-0  | 3-1  | 0-1  | 7-0  | 4-0  |
| Petrarca | 1-2  | –––– | 2-0  | 4-2  | 4-3  | 3-5  |
| Udinese  | 1-1  | 1-2  | –––– | 0-0  | 3-1  | 0-2  |
| Venezia  | 1-3  | 1-0  | 2-0  | –––– | 3-0  | 1-1  |
| Verona   | 1-2  | 3-3  | 5-0  | 0-0  | –––– | 2-1  |
| Vicenza  | 0-1  | 1-5  | 0-1  | 1-2  | 3-0  | –––– |

### Semifinali nazionali
Le semifinali nazionali di Prima Categoria della stagione sportiva 1919-1920 furono disputate da 18 società.

#### Squadre partecipanti
| Squadre liguri     | Squadre liguri   | Squadre liguri                             |
| ------------------ | ---------------- | ------------------------------------------ |
| 1.                 | Andrea Doria     | 15ª partecipazione al campionato nazionale |
| 2.                 | Genoa            | 18ª partecipazione al campionato nazionale |
| Squadre piemontesi |                  |                                            |
| 3.                 | Alessandria      | 3ª partecipazione al campionato nazionale  |
| 4.                 | Casale           | 5ª partecipazione al campionato nazionale  |
| 5.                 | Juventus         | 17ª partecipazione al campionato nazionale |
| 6.                 | Novara           | 4ª partecipazione al campionato nazionale  |
| 7.                 | Pro Vercelli     | 9ª partecipazione al campionato nazionale  |
| 8.                 | Torino           | 9ª partecipazione al campionato nazionale  |
| Squadre lombarde   |                  |                                            |
| 9.                 | Brescia          | 1ª partecipazione al campionato nazionale  |
| 10.                | Enotria Goliardo | 1ª partecipazione al campionato nazionale  |
| 11.                | Inter            | 8ª partecipazione al campionato nazionale  |
| 12.                | Legnano          | 1ª partecipazione al campionato nazionale  |
| 13.                | Milan            | 16ª partecipazione al campionato nazionale |
| 14.                | US Milanese      | 11ª partecipazione al campionato nazionale |
| Squadre venete     |                  |                                            |
| 15.                | Padova           | 1ª partecipazione al campionato nazionale  |
| 16.                | Venezia          | 4ª partecipazione al campionato nazionale  |
| Squadre emiliane   |                  |                                            |
| 17.                | Bologna          | 1ª partecipazione al campionato nazionale  |
| 18.                | Modena           | 1ª partecipazione al campionato nazionale  |

#### Girone A

##### Classifica finale
|  | Pos. | Squadra      | Pt | G  | V | N | P | GF | GS | DR  |
|  | ---- | ------------ | -- | -- | - | - | - | -- | -- | --- |
|  | 1.   | Genoa        | 19 | 10 | 9 | 1 | 0 | 24 | 4  | +20 |
|  | 2.   | Pro Vercelli | 14 | 10 | 6 | 2 | 2 | 20 | 11 | +9  |
|  | 3.   | Alessandria  | 11 | 10 | 5 | 1 | 4 | 12 | 11 | +1  |
|  | 4.   | Milan        | 9  | 10 | 4 | 1 | 5 | 13 | 16 | -3  |
|  | 5.   | Legnano      | 5  | 10 | 1 | 3 | 6 | 7  | 18 | -11 |
|  | 6.   | Venezia      | 2  | 10 | 0 | 2 | 8 | 5  | 21 | -16 |

Legenda:
      Qualificato al girone finale.
Regolamento:
Due punti a vittoria, uno a pareggio, zero a sconfitta.
Note:

##### Risultati

###### Calendario
| Andata (1ª) | Andata (1ª) | Prima giornata       | Ritorno (6ª) | Ritorno (6ª) |
|             |             |                      |              |              |
| 4 gen.      | 1-2         | Legnano-Alessandria  | 0-2          | 7 mar.       |
| 4 gen.      | 2-1         | Genoa-Milan          | 2-0          | 7 mar.       |
| 4 gen.      | 4-1         | Pro Vercelli-Venezia | 2-1          | 7 mar.       |

| Andata (2ª) | Andata (2ª) | Seconda giornata     | Ritorno (7ª) | Ritorno (7ª) |
|             |             |                      |              |              |
| 15 feb.     | 2-1         | Genoa-Alessandria    | 2-0          | 14 mar.      |
| 15 feb.     | 2-1         | Legnano-Pro Vercelli | 1-2          | 14 mar.      |
| 15 feb.     | 0-1         | Venezia-Milan        | 1-2          | 14 mar.      |

| Andata (3ª) | Andata (3ª) | Terza giornata     | Ritorno (8ª) | Ritorno (8ª) |
|             |             |                    |              |              |
| 29 feb.     | 2-0         | Alessandria-Milan  | 0-3          | 21 mar.      |
| 29 feb.     | 1-1         | Pro Vercelli-Genoa | 1-2          | 21 mar.      |
| 29 feb.     | 0-0         | Legnano-Venezia    | 1-1          | 21 mar.      |

| Andata (4ª) | Andata (4ª) | Quarta giornata          | Ritorno (9ª) | Ritorno (9ª) |
|             |             |                          |              |              |
| 1 feb.      | 5-0         | Genoa-Venezia            | 2-0          | 11 apr.      |
| 1 feb.      | 3-1         | Milan-Legnano            | 1-1          | 2 mag.       |
| 1 feb.      | 1-1         | Alessandria-Pro Vercelli | 0-1          | 11 apr.      |

| \| Andata (5ª) \| Andata (5ª) \| Quinta giornata \| Ritorno (10ª) \| Ritorno (10ª) \| \| \| \| \| \| \| \| 25 apr. \| 0-1 \| Legnano-Genoa \| 0-5 \| 18 apr. \| \| 8 feb. \| 1-2 \| Milan-Pro Vercelli \| 1-5 \| 18 apr. \| \| 8 feb. \| 0-1 \| Venezia-Alessandria \| 1-3 \| 18 apr. \| |             |                     |               |               |
| Andata (5ª) | Andata (5ª) | Quinta giornata     | Ritorno (10ª) | Ritorno (10ª) |
| |             |                     |               |               |
| 25 apr. | 0-1         | Legnano-Genoa       | 0-5           | 18 apr.       |
| 8 feb. | 1-2         | Milan-Pro Vercelli  | 1-5           | 18 apr.       |
| 8 feb. | 0-1         | Venezia-Alessandria | 1-3           | 18 apr.       |

###### Tabellone
|              | ALE  | GEN  | LEG  | MIL  | PRO  | VEN  |
| ------------ | ---- | ---- | ---- | ---- | ---- | ---- |
| Alessandria  | –––– | 0-2  | 2-0  | 2-0  | 1-1  | 3-1  |
| Genoa        | 2-1  | –––– | 5-0  | 2-1  | 2-1  | 5-0  |
| Legnano      | 1-2  | 0-1  | –––– | 1-1  | 2-1  | 1-1  |
| Milan        | 3-0  | 0-2  | 3-1  | –––– | 1-2  | 2-1  |
| Pro Vercelli | 1-0  | 1-1  | 2-1  | 2-1  | –––– | 4-1  |
| Venezia      | 0-1  | 0-2  | 0-0  | 0-1  | 1-2  | –––– |

##### Statistiche

###### Classifica in divenire
|              | 1ª | 2ª | 3ª | 4ª | 5ª | 6ª | 7ª | 8ª | 9ª | 10ª |
|              |    |    |    |    |    |    |    |    |    |     |
| ------------ | -- | -- | -- | -- | -- | -- | -- | -- | -- | --- |
| Alessandria  | 2  | 3  | 5  | 5  | 7  | 9  | 9  | 9  | 9  | 11  |
| Genoa        | 2  | 4  | 5  | 7  | 9  | 11 | 13 | 15 | 17 | 19  |
| Legnano      | 0  | 0  | 1  | 3  | 3  | 3  | 3  | 4  | 4  | 5   |
| Milan        | 0  | 2  | 2  | 4  | 4  | 4  | 6  | 8  | 8  | 9   |
| Pro Vercelli | 2  | 3  | 5  | 5  | 6  | 8  | 10 | 10 | 12 | 14  |
| Venezia      | 0  | 0  | 0  | 0  | 1  | 1  | 1  | 2  | 2  | 2   |

#### Girone B

##### Classifica finale
|  | Pos. | Squadra     | Pt | G  | V | N | P | GF | GS | DR  |
|  | ---- | ----------- | -- | -- | - | - | - | -- | -- | --- |
|  | 1.   | Juventus    | 17 | 10 | 8 | 1 | 1 | 21 | 4  | +17 |
|  | 2.   | US Milanese | 15 | 10 | 7 | 1 | 2 | 14 | 10 | +4  |
|  | 3.   | Modena      | 9  | 10 | 4 | 1 | 5 | 17 | 13 | +4  |
|  | 4.   | Casale      | 8  | 10 | 2 | 4 | 4 | 7  | 8  | -1  |
|  | 5.   | Brescia     | 6  | 10 | 2 | 2 | 6 | 4  | 14 | -10 |
|  | 6.   | Padova      | 5  | 10 | 2 | 1 | 7 | 10 | 24 | -14 |

Legenda:
      Qualificato al girone finale.
Regolamento:
Due punti a vittoria, uno a pareggio, zero a sconfitta.
Note:

##### Risultati

###### Calendario
| Andata (1ª) | Andata (1ª) | Prima giornata     | Ritorno (6ª) | Ritorno (6ª) |
|             |             |                    |              |              |
| 18 gen.     | 1-0         | Juventus-Casale    | 1-0          | 7 mar.       |
| 4 gen.      | 4-0         | Modena-Brescia     | 1-2          | 7 mar.       |
| 4 gen.      | 2-1         | US Milanese-Padova | 3-1          | 7 mar.       |

| Andata (2ª) | Andata (2ª) | Seconda giornata    | Ritorno (7ª) | Ritorno (7ª) |
|             |             |                     |              |              |
| 15 feb.     | 0-2         | Casale-Modena       | 1-1          | 14 mar.      |
| 15 feb.     | 1-3         | Padova-Juventus     | 1-6          | 14 mar.      |
| 15 feb.     | 0-1         | US Milanese-Brescia | 1-0          | 14 mar.      |

| Andata (3ª) | Andata (3ª) | Terza giornata       | Ritorno (8ª) | Ritorno (8ª) |
|             |             |                      |              |              |
| 29 feb.     | 0-0         | Brescia-Casale       | 0-3          | 21 mar.      |
| 29 feb.     | 3-0         | Juventus-US Milanese | 1-2          | 21 mar.      |
| 29 feb.     | 2-4         | Padova-Modena        | 1-4          | 21 mar.      |

| Andata (4ª) | Andata (4ª) | Quarta giornata    | Ritorno (9ª) | Ritorno (9ª) |
|             |             |                    |              |              |
| 1 feb.      | 1-2         | Brescia-Padova     | 0-1          | 11 apr.      |
| 1 feb.      | 1-1         | Casale-US Milanese | 1-2          | 11 apr.      |
| 1 feb.      | 0-1         | Modena-Juventus    | 0-3          | 11 apr.      |

| \| Andata (5ª) \| Andata (5ª) \| Quinta giornata \| Ritorno (10ª) \| Ritorno (10ª) \| \| \| \| \| \| \| \| 8 feb. \| 0-0 \| Brescia-Juventus[34] \| 0-2 \| 25 apr. \| \| 8 feb. \| 1-0 \| Casale-Padova \| 0-0 \| 25 apr. \| \| 8 feb. \| 0-1 \| Modena-US Milanese \| 1-2 \| 18 apr. \| |             |                    |               |               |
| Andata (5ª) | Andata (5ª) | Quinta giornata    | Ritorno (10ª) | Ritorno (10ª) |
| |             |                    |               |               |
| 8 feb. | 0-0         | Brescia-Juventus   | 0-2           | 25 apr.       |
| 8 feb. | 1-0         | Casale-Padova      | 0-0           | 25 apr.       |
| 8 feb. | 0-1         | Modena-US Milanese | 1-2           | 18 apr.       |

###### Tabellone
|             | BRE  | CAS  | JUV  | MOD  | PAD  | USM  |
| ----------- | ---- | ---- | ---- | ---- | ---- | ---- |
| Brescia     | –––– | 0-0  | 0-0  | 2-1  | 1-2  | 0-1  |
| Casale      | 3-0  | –––– | 0-1  | 0-2  | 1-0  | 1-1  |
| Juventus    | 2-0  | 1-0  | –––– | 3-0  | 6-1  | 3-0  |
| Modena      | 4-0  | 1-1  | 0-1  | –––– | 4-1  | 0-1  |
| Padova      | 1-0  | 0-0  | 1-3  | 2-4  | –––– | 1-3  |
| US Milanese | 0-1  | 2-1  | 2-1  | 2-1  | 2-1  | –––– |

##### Statistiche

###### Classifica in divenire
|          | 1ª | 2ª | 3ª | 4ª | 5ª | 6ª | 7ª | 8ª | 9ª | 10ª |
|          |    |    |    |    |    |    |    |    |    |     |
| -------- | -- | -- | -- | -- | -- | -- | -- | -- | -- | --- |
| Brescia  | 0  | 0  | 1  | 3  | 4  | 6  | 6  | 6  | 6  | 6   |
| Casale   | 0  | 1  | 3  | 3  | 4  | 4  | 5  | 7  | 7  | 8   |
| Juventus | 2  | 4  | 5  | 7  | 9  | 11 | 13 | 13 | 15 | 17  |
| Modena   | 2  | 2  | 2  | 4  | 6  | 6  | 7  | 9  | 9  | 9   |
| Padova   | 0  | 2  | 2  | 2  | 2  | 2  | 2  | 2  | 4  | 5   |
| USM      | 2  | 3  | 5  | 5  | 5  | 7  | 9  | 11 | 13 | 15  |

#### Girone C

##### Classifica finale
|  | Pos. | Squadra          | Pt | G  | V | N | P | GF | GS | DR  |
|  | ---- | ---------------- | -- | -- | - | - | - | -- | -- | --- |
|  | 1.   | Inter            | 16 | 10 | 7 | 2 | 1 | 37 | 13 | +24 |
|  | 2.   | Bologna          | 13 | 10 | 6 | 1 | 3 | 20 | 14 | +6  |
|  | 2.   | Novara           | 11 | 10 | 5 | 1 | 3 | 21 | 16 | +5  |
|  | 4.   | Torino           | 9  | 10 | 4 | 1 | 5 | 17 | 21 | -4  |
|  | 5.   | Andrea Doria     | 7  | 10 | 3 | 1 | 6 | 15 | 20 | -5  |
|  | 6.   | Enotria Goliardo | 4  | 10 | 2 | 0 | 8 | 11 | 37 | -26 |

Legenda:
      Qualificato al girone finale.
Regolamento:
Due punti a vittoria, uno a pareggio, zero a sconfitta.
Note:

##### Risultati

###### Calendario
| Andata (1ª) | Andata (1ª) | Prima giornata           | Ritorno (6ª) | Ritorno (6ª) |
|             |             |                          |              |              |
| 4 gen.      | 7-1         | Bologna-Enotria Goliardo | 2-1          | 7 mar.       |
| 4 gen.      | 4-0         | Inter-Torino             | 6-6          | 7 mar.       |
| 4 gen.      | 3-2         | Novara-Andrea Doria      | 1-2          | 25 apr.      |

| Andata (2ª) | Andata (2ª) | Seconda giornata        | Ritorno (7ª) | Ritorno (7ª) |
|             |             |                         |              |              |
| 15 feb.     | 0-1         | Bologna-Inter           | 0-5          | 14 mar.      |
| 15 feb.     | 0-5         | Enotria Goliardo-Novara | 1-5          | 14 mar.      |
| 15 feb.     | 1-3         | Torino-Andrea Doria     | 1-0          | 14 mar.      |

| Andata (3ª) | Andata (3ª) | Terza giornata                | Ritorno (8ª) | Ritorno (8ª) |
|             |             |                               |              |              |
| 29 feb.     | 2-1         | Bologna-Torino                | 0-3          | 21 mar.      |
| 29 feb.     | 3-1         | Andrea Doria-Enotria Goliardo | 1-3          | 21 mar.      |
| 29 feb.     | 5-2         | Inter-Novara                  | 0-1          | 21 mar.      |

| Andata (4ª) | Andata (4ª) | Quarta giornata         | Ritorno (9ª) | Ritorno (9ª) |
|             |             |                         |              |              |
| 1 feb.      | 1-0         | Inter-Andrea Doria      | 3-3          | 11 apr.      |
| 1 feb.      | 1-1         | Novara-Bologna          | 0-2          | 11 apr.      |
| 1 feb.      | 2-1         | Torino-Enotria Goliardo | 0-2          | 11 apr.      |

| \| Andata (5ª) \| Andata (5ª) \| Quinta giornata \| Ritorno (10ª) \| Ritorno (10ª) \| \| \| \| \| \| \| \| \| \| 8 feb. \| 1-4 \| Andrea Doria-Bologna \| 0-2 \| 18 apr. \| \| \| 8 feb. \| 1-5 \| Enotria Goliardo-Inter \| 0-7 \| 18 apr. \| \| \| 8 feb. \| 3-1 \| Torino-Novara[34] \| 0-2 \| 18 apr. \| \| |             |                        |               |               |  |
| Andata (5ª) | Andata (5ª) | Quinta giornata        | Ritorno (10ª) | Ritorno (10ª) |  |
| |             |                        |               |               |  |
| 8 feb. | 1-4         | Andrea Doria-Bologna   | 0-2           | 18 apr.       |  |
| 8 feb. | 1-5         | Enotria Goliardo-Inter | 0-7           | 18 apr.       |  |
| 8 feb. | 3-1         | Torino-Novara          | 0-2           | 18 apr.       |  |

###### Tabellone
|                  | AND  | BOL  | ENO  | INT  | NOV  | TOR  |
| ---------------- | ---- | ---- | ---- | ---- | ---- | ---- |
| Andrea Doria     | –––– | 1-4  | 3-1  | 3-3  | 2-1  | 0-1  |
| Bologna          | 2-0  | –––– | 7-1  | 0-1  | 2-0  | 2-1  |
| Enotria Goliardo | 3-1  | 1-2  | –––– | 1-5  | 0-5  | 2-0  |
| Inter            | 1-0  | 5-0  | 7-0  | –––– | 5-2  | 4-0  |
| Novara           | 3-2  | 1-1  | 5-1  | 1-0  | –––– | 2-0  |
| Torino           | 1-3  | 3-0  | 2-1  | 6-6  | 3-1  | –––– |

##### Statistiche

###### Classifica in divenire
|                  | 1ª | 2ª | 3ª | 4ª | 5ª | 6ª | 7ª | 8ª | 9ª | 10ª |
|                  |    |    |    |    |    |    |    |    |    |     |
| ---------------- | -- | -- | -- | -- | -- | -- | -- | -- | -- | --- |
| Andrea Doria     | 0  | 0  | 0  | 2  | 4  | 6  | 6  | 6  | 7  | 7   |
| Bologna          | 2  | 3  | 5  | 5  | 7  | 9  | 9  | 9  | 11 | 13  |
| Enotria Goliardo | 0  | 0  | 0  | 0  | 0  | 0  | 0  | 2  | 2  | 4   |
| Inter            | 2  | 4  | 6  | 8  | 10 | 11 | 13 | 13 | 14 | 16  |
| Novara           | 2  | 3  | 3  | 5  | 5  | 5  | 7  | 9  | 9  | 11  |
| Torino           | 0  | 2  | 4  | 4  | 4  | 5  | 7  | 9  | 9  | 9   |

### Finali nazionali

#### Classifica finale
|  | Pos. | Squadra  | Pt | G | V | N | P | GF | GS | DR |
|  | ---- | -------- | -- | - | - | - | - | -- | -- | -- |
|  | 1.   | Inter    | 3  | 2 | 1 | 1 | 0 | 2  | 1  | +1 |
|  | 2.   | Juventus | 2  | 2 | 1 | 0 | 1 | 3  | 3  | 0  |
|  | 3.   | Genoa    | 1  | 2 | 0 | 1 | 1 | 3  | 4  | -1 |

Legenda:
      Qualificato alla finalissima.
Regolamento:
Due punti a vittoria, uno a pareggio, zero a sconfitta.
Note:

#### Risultati

##### Calendario
|          | Risultati |          | Luogo e data           |  |
| -------- | --------- | -------- | ---------------------- |  |
| Juventus | 3 - 2     | Genoa    | Milano, 16 maggio 1920 |  |
| Inter    | 1 - 0     | Juventus | Genova, 23 maggio 1920 |  |
| Genoa    | 1 - 1     | Inter    | Modena, 6 giugno 1920  |  |
|          |           |          |                        |  |

#### Statistiche

##### Squadre

###### Classifica in divenire
|          | 1ª | 2ª | 3ª |
|          |    |    |    |
| -------- | -- | -- | -- |
| Genoa    | 0  | 0  | 1  |
| Inter    | 0  | 2  | 3  |
| Juventus | 2  | 2  | 2  |

## Torneo centro-meridionale

### Squadre partecipanti

#### Sezione campana
| Club                  | Stagione | Città    | Stadio                      | Stagione precedente                   |
| --------------------- | -------- | -------- | --------------------------- | ------------------------------------- |
| Internazionale Napoli | dettagli | Napoli   | Campo di Agnano             | -                                     |
| Naples                | dettagli | Napoli   | Campo del Poligono          | -                                     |
| Pro Caserta           | dettagli | Caserta  | Campo della Malalocata      | Club neofita, vince la qualificazione |
| Pro Napoli            | dettagli | Napoli   | Campo ILVA e Campo Pilastri | Club neofita                          |
| Puteolana             | dettagli | Pozzuoli | Campo Armstrong             | Vince la Promozione Campana           |

#### Sezione laziale
| Club           | Stagione | Città | Stadio                  | Stagione precedente                   |
| -------------- | -------- | ----- | ----------------------- | ------------------------------------- |
| Audace Roma    | dettagli | Roma  | -                       | -                                     |
| Roman          | dettagli | Roma  | Campo di Due Pini       | -                                     |
| Fortitudo      | dettagli | Roma  | -                       | -                                     |
| Juventus Audax | dettagli | Roma  | Campo della Farnesina   | -                                     |
| Lazio          | dettagli | Roma  | Stadio della Rondinella | -                                     |
| Pro Roma       | dettagli | Roma  | Campo Piramide          | -                                     |
| US Romana      | dettagli | Roma  | Campo dell'Olmo         | "SG Roma" vince la Promozione Laziale |

#### Sezione toscana
| Club             | Stagione | Città   | Stadio                          | Stagione precedente                     |
| ---------------- | -------- | ------- | ------------------------------- | --------------------------------------- |
| CS Firenze       | dettagli | Firenze | Prato del Quercione             | "FBC" 4ª nella Prima Categoria Toscana  |
| Gerbi Pisa       | dettagli | Pisa    | Campo Sportivo (100 x 50)       | Vince la Promozione Toscana             |
| Libertas Firenze | dettagli | Firenze | Parco delle Cascine             | -                                       |
| Livorno          | dettagli | Livorno | Campo di Villa Chayes           | "Spes" 5ª nella Prima Categoria Toscana |
| Pisa             | dettagli | Pisa    | Arena Garibaldi                 | -                                       |
| Prato            | dettagli | Prato   | Campo piazzale Pubblici Macelli | -                                       |

### Gironi regionali di qualificazione

#### Sezione campana

##### Classifica finale
|  | Pos. | Squadra               | Pt | G | V | N | P | GF | GS | DR  |
|  | ---- | --------------------- | -- | - | - | - | - | -- | -- | --- |
|  | 1.   | Internazionale Napoli | 12 | 8 | 5 | 2 | 1 | 24 | 9  | +15 |
|  | 2.   | Puteolana             | 11 | 8 | 4 | 3 | 1 | 16 | 10 | +6  |
|  | 3.   | Pro Napoli            | 9  | 8 | 4 | 1 | 3 | 25 | 15 | +10 |
|  | 4.   | Naples                | 6  | 8 | 2 | 2 | 4 | 17 | 14 | +3  |
|  | 5.   | Pro Caserta           | 2  | 8 | 1 | 0 | 7 | 6  | 40 | -34 |

Legenda:
      Qualificato ai gironi di semifinale.
      Retrocesso in Promozione.
Regolamento:
Due punti a vittoria, uno a pareggio, zero a sconfitta.
Note:

##### Risultati

###### Tabellone
|                       | INT  | NAP  | PRC  | PRN  | PUT  |
| --------------------- | ---- | ---- | ---- | ---- | ---- |
| Internazionale Napoli | –––– | 3-1  | 8-2  | 1-1  | 3-1  |
| Naples                | 1-3  | –––– | 7-0  | 2-3  | 1-1  |
| Pro Caserta           | 1-0  | 1-3  | –––– | 0-2  | 1-4  |
| Pro Napoli            | 1-6  | 3-1  | 13-0 | –––– | 1-3  |
| Puteolana             | 1-1  | 1-1  | 3-1  | 2-1  | –––– |

###### Calendario
| Andata (1ª) | Andata (1ª)    | Prima giornata             | Ritorno (6ª) | Ritorno (6ª) |
|             |                |                            |              |              |
| 28 dic.     | 2-1            | Puteolana-Pro Napoli       | 3-1          | 4 gen.       |
| 8 feb.      | 1-0            | Pro Caserta-Internazionale | 2-8          | 4 gen.       |
| 8 feb.      | Riposa: Naples |                            |              | 4 gen.       |

| Andata (2ª) | Andata (2ª)         | Seconda giornata          | Ritorno (7ª) | Ritorno (7ª) |
|             |                     |                           |              |              |
| 30 nov.     | 1-1                 | Internazionale-Pro Napoli | 6-1          | 11 gen.      |
| 30 nov.     | 1-1                 | Naples-Puteolana          | 1-1          | 11 gen.      |
| 30 nov.     | Riposa: Pro Caserta |                           |              | 11 gen.      |

| Andata (3ª) | Andata (3ª)            | Terza giornata        | Ritorno (8ª) | Ritorno (8ª) |
|             |                        |                       |              |              |
| 7 dic.      | 3-1                    | Puteolana-Pro Caserta | 4-1          | 18 gen.      |
| 7 dic.      | 2-3                    | Naples-Pro Napoli     | 1-3          | 8 feb.       |
| 7 dic.      | Riposa: Internazionale |                       |              | 8 feb.       |

| Andata (4ª) | Andata (4ª)       | Quarta giornata        | Ritorno (9ª) | Ritorno (9ª) |
|             |                   |                        |              |              |
| 14 dic.     | 2-1               | Internazionale-Naples  | 3-1          | 25 gen.      |
| 15 feb.     | 13-0              | Pro Napoli-Pro Caserta | 2-0          | 25 gen.      |
| 15 feb.     | Riposa: Puteolana |                        |              | 25 gen.      |

| \| Andata (5ª) \| Andata (5ª) \| Quinta giornata \| Ritorno (10ª) \| Ritorno (10ª) \| \| \| \| \| \| \| \| 21 dic. \| 3-1 \| Internazionale-Puteolana \| 1-1 \| 1 feb. \| \| 21 dic. \| 1-3 \| Pro Caserta-Naples \| 0-7 \| 1 feb. \| \| 21 dic. \| Riposa: Pro Napoli \| \| \| 1 feb. \| |                    |                          |               |               |
| Andata (5ª) | Andata (5ª)        | Quinta giornata          | Ritorno (10ª) | Ritorno (10ª) |
| |                    |                          |               |               |
| 21 dic. | 3-1                | Internazionale-Puteolana | 1-1           | 1 feb.        |
| 21 dic. | 1-3                | Pro Caserta-Naples       | 0-7           | 1 feb.        |
| 21 dic. | Riposa: Pro Napoli |                          |               | 1 feb.        |

#### Sezione laziale

##### Classifica finale
|  | Pos. | Squadra        | Pt | G  | V  | N | P  | GF | GS | DR  |
|  | ---- | -------------- | -- | -- | -- | - | -- | -- | -- | --- |
|  | 1.   | Fortitudo      | 21 | 12 | 10 | 1 | 1  | 41 | 11 | +30 |
|  | 2.   | Audace Roma    | 16 | 12 | 6  | 4 | 2  | 19 | 12 | +7  |
|  | 3.   | Lazio          | 14 | 12 | 6  | 2 | 4  | 22 | 11 | +11 |
|  | 4.   | Juventus Audax | 12 | 12 | 5  | 2 | 5  | 17 | 17 | +10 |
|  | 5.   | US Romana      | 10 | 12 | 4  | 2 | 6  | 17 | 28 | -11 |
|  | 6.   | Pro Roma       | 8  | 12 | 3  | 2 | 7  | 16 | 27 | -11 |
|  | 7.   | Roman          | 3  | 12 | 1  | 1 | 10 | 10 | 36 | -26 |

Legenda:
      Qualificato ai gironi di semifinale.
 Retrocesso e in seguito riammesso.
Regolamento:
Due punti a vittoria, uno a pareggio, zero a sconfitta.
Note:

##### Risultati

###### Tabellone
|               | AUD  | FOR  | JUR  | LAZ  | PRO  | ROM  | USR  |
| ------------- | ---- | ---- | ---- | ---- | ---- | ---- | ---- |
| Audace Roma   | –––– | 3-2  | 1-0  | 0-0  | 2-0  | 4-1  | 0-0  |
| Fortitudo     | 2-1  | –––– | 1-1  | 1-0  | 4-1  | 7-0  | 4-2  |
| Juventus Roma | 1-1  | 1-3  | –––– | 2-1  | 1-0  | 0-2  | 2-1  |
| Lazio         | 1-2  | 1-2  | 2-0  | –––– | 4-1  | 3-1  | 3-0  |
| Pro Roma      | 1-1  | 0-3  | 1-5  | 2-2  | –––– | 3-1  | 4-1  |
| Roman         | 0-2  | 1-6  | 2-3  | 0-2  | 0-2  | –––– | 0-2  |
| US Romana     | 4-2  | 0-6  | 2-1  | 0-3  | 3-1  | 2-2  | –––– |

###### Calendario
| Andata (1ª) | Andata (1ª) | Prima giornata  | Ritorno (8ª) | Ritorno (8ª) |
|             |             |                 |              |              |
| 23 nov.     | 0-2         | Roman-Romana    | 2-2          | 11 gen.      |
| 23 nov.     | 2-2         | Pro Roma-Lazio  | 1-4          | 18 gen.      |
| 23 nov.     | 1-0         | Audace-Juventus | 1-1          | 11 gen.      |

| Andata (2ª) | Andata (2ª) | Seconda giornata   | Ritorno (9ª) | Ritorno (9ª) |
|             |             |                    |              |              |
| 30 nov.     | 4-1         | Fortitudo-Pro Roma | 3-0          | 25 gen.      |
| 30 nov.     | 2-0         | Lazio-Juventus     | 1-2          | 25 gen.      |
| 30 nov.     | 0-0         | Audace-Romana      | 2-4          | 25 gen.      |

| Andata (3ª) | Andata (3ª) | Terza giornata  | Ritorno (10ª) | Ritorno (10ª) |
|             |             |                 |               |               |
| 7 dic.      | 0-2*        | Roman-Pro Roma  | 1-3           | 1 feb.        |
| 7 dic.      | 2-1         | Juventus-Romana | 1-2           | 7 mar.        |
| 7 dic.      | 1-2         | Lazio-Fortitudo | 0-1           | 1 feb.        |

| Andata (4ª) | Andata (4ª) | Quarta giornata  | Ritorno (11ª) | Ritorno (11ª) |
|             |             |                  |               |               |
| 14 dic.     | 2-0         | Audace-Pro Roma  | 1-1           | 8 feb.        |
| 14 dic.     | 4-2         | Fortitudo-Romana | 6-0           | 8 feb.        |
| 14 dic.     | 0-2*        | Roman-Lazio      | 1-3           | 8 feb.        |

| Andata (5ª) | Andata (5ª) | Quinta giornata  | Ritorno (12ª) | Ritorno (12ª) |
|             |             |                  |               |               |
| 21 dic.     | 0-3         | Romana-Lazio     | 0-3           | 14 mar.       |
| 21 dic.     | 3-2         | Audace-Fortitudo | 1-2           | 15 feb.       |
| 21 dic.     | 0-2*        | Juventus-Roman   | 3-2           | 15 feb.       |

| Andata (6ª) | Andata (6ª) | Sesta giornata     | Ritorno (13ª) | Ritorno (13ª) |
|             |             |                    |               |               |
| 28 dic.     | 4-1         | Audace-Roman       | 2-0           | ???           |
| 28 dic.     | 4-1         | Pro Roma-Romana    | 1-3           | 22 feb.       |
| 28 dic.     | 1-1         | Fortitudo-Juventus | 3-1           | 22 feb.       |

| \| Andata (7ª) \| Andata (7ª) \| Settima giornata \| Ritorno (14ª) \| Ritorno (14ª) \| \| \| \| \| \| \| \| 4 gen. \| 1-0 \| Juventus-Pro Roma \| 5-1 \| 29 feb. \| \| 4 gen. \| 2-0 \| Audace-Lazio \| 0-0 \| 29 feb. \| \| 4 gen. \| 1-6 \| Roman-Fortitudo \| 0-7 \| 29 feb. \| |             |                   |               |               |
| Andata (7ª) | Andata (7ª) | Settima giornata  | Ritorno (14ª) | Ritorno (14ª) |
| |             |                   |               |               |
| 4 gen. | 1-0         | Juventus-Pro Roma | 5-1           | 29 feb.       |
| 4 gen. | 2-0         | Audace-Lazio      | 0-0           | 29 feb.       |
| 4 gen. | 1-6         | Roman-Fortitudo   | 0-7           | 29 feb.       |

#### Sezione toscana

##### Classifica finale
|  | Pos. | Squadra          | Pt | G  | V | N | P | GF | GS | DR  |
|  | ---- | ---------------- | -- | -- | - | - | - | -- | -- | --- |
|  | 1.   | Pisa             | 18 | 10 | 8 | 2 | 0 | 48 | 6  | +42 |
|  | 2.   | Livorno          | 15 | 10 | 7 | 1 | 2 | 32 | 10 | +22 |
|  | 3.   | Libertas Firenze | 9  | 10 | 3 | 3 | 4 | 14 | 16 | -2  |
|  | 3.   | Gerbi Pisa       | 9  | 10 | 4 | 1 | 5 | 23 | 32 | -9  |
|  | 5.   | CS Firenze       | 7  | 10 | 2 | 3 | 5 | 11 | 26 | -15 |
|  | 6.   | Prato            | 2  | 10 | 1 | 0 | 9 | 10 | 48 | -38 |

Legenda:
      Qualificato ai gironi di semifinale.
 Retrocesso e in seguito riammesso.
Regolamento:
Due punti a vittoria, uno a pareggio, zero a sconfitta.
Note:

##### Risultati

###### Tabellone
|                  | CSF  | GIO  | LIB  | LIV  | PIS  | PRA  |
| ---------------- | ---- | ---- | ---- | ---- | ---- | ---- |
| CS Firenze       | –––– | 1-1  | 0-0  | 0-2  | 1-1  | 4-0  |
| Giovanni Gerbi   | 7-0  | –––– | 2-1  | 1-2  | 1-4  | 6-0  |
| Libertas Firenze | 3-1  | 0-1  | –––– | 0-0  | 1-1  | 6-1  |
| Livorno          | 2-0  | 9-1  | 4-1  | –––– | 1-2  | 6-0  |
| Pisa             | 9-0  | 8-2  | 5-0  | 5-0  | –––– | 8-0  |
| Prato            | 1-4  | 7-1  | 1-2  | 0-6  | 0-5  | –––– |

###### Calendario
| Andata (1ª) | Andata (1ª) | Prima giornata   | Ritorno (6ª) | Ritorno (6ª) |
|             |             |                  |              |              |
| 23 nov.     | 3-1         | Libertas-Firenze | 0-0          | 4 gen.       |
| 23 nov.     | 0-6         | Prato-Livorno    | 0-6          | 4 gen.       |
| 23 nov.     | 1-4         | Gerbi-Pisa       | 2-8          | 4 gen.       |

| Andata (2ª) | Andata (2ª) | Seconda giornata | Ritorno (7ª) | Ritorno (7ª) |
|             |             |                  |              |              |
| 8 feb.      | 1-2         | Gerbi-Livorno    | 1-9          | 11 gen.      |
| 30 nov.     | 1-2         | Prato-Libertas   | 1-6          | 11 gen.      |
| 8 feb.      | 1-1         | Firenze-Pisa     | 0-9          | 11 gen.      |

| Andata (3ª) | Andata (3ª) | Terza giornata | Ritorno (8ª) | Ritorno (8ª) |
|             |             |                |              |              |
| 7 dic.      | 2-1         | Gerbi-Libertas | 1-0          | 18 gen.      |
| 7 dic.      | 4-0         | Firenze-Prato  | 4-1          | 18 gen.      |
| 7 dic.      | 1-2         | Livorno-Pisa   | 0-5          | 18 gen.      |

| Andata (4ª) | Andata (4ª) | Quarta giornata  | Ritorno (9ª) | Ritorno (9ª) |
|             |             |                  |              |              |
| 14 dic.     | 1-1         | Firenze-Gerbi    | 0-7          | 15 feb.      |
| 14 dic.     | 8-0         | Pisa-Prato       | 5-0          | 15 feb.      |
| 15 feb.     | 4-1         | Livorno-Libertas | 0-0          | 22 feb.      |

| \| Andata (5ª) \| Andata (5ª) \| Quinta giornata \| Ritorno (10ª) \| Ritorno (10ª) \| \| \| \| \| \| \| \| 21 dic. \| 2-0 \| Livorno-Firenze \| 2-0 \| 1 feb. \| \| 21 dic. \| 1-1 \| Libertas-Pisa \| 0-5 \| 1 feb. \| \| 21 dic. \| 6-0 \| Gerbi-Prato \| 1-7 \| 22 feb. \| |             |                 |               |               |
| Andata (5ª) | Andata (5ª) | Quinta giornata | Ritorno (10ª) | Ritorno (10ª) |
| |             |                 |               |               |
| 21 dic. | 2-0         | Livorno-Firenze | 2-0           | 1 feb.        |
| 21 dic. | 1-1         | Libertas-Pisa   | 0-5           | 1 feb.        |
| 21 dic. | 6-0         | Gerbi-Prato     | 1-7           | 22 feb.       |

### Semifinali interregionali

#### Girone A

##### Classifica finale
|  | Pos. | Squadra   | Pt | G | V | N | P | GF | GS | DR  |
|  | ---- | --------- | -- | - | - | - | - | -- | -- | --- |
|  | 1.   | Fortitudo | 8  | 4 | 4 | 0 | 0 | 13 | 2  | +11 |
|  | 2.   | Pisa      | 2  | 4 | 1 | 0 | 3 | 6  | 8  | -2  |
|  | 2.   | Puteolana | 2  | 4 | 1 | 0 | 3 | 3  | 12 | -9  |

Legenda:
      Qualificato alla finale.
 Retrocesso e in seguito riammesso.
Regolamento:
Due punti a vittoria, uno a pareggio, zero a sconfitta.
Note:

##### Risultati

###### Calendario
| Andata (1ª) | Andata (1ª)       | Prima giornata | Ritorno (4ª) | Ritorno (4ª) |
|             |                   |                |              |              |
| 11 apr.     | 5-0               | Pisa-Puteolana | 0-2          | 23 mag.      |
| 11 apr.     | Riposa: Fortitudo |                |              | 23 mag.      |

| Andata (2ª) | Andata (2ª)  | Seconda giornata    | Ritorno (5ª) | Ritorno (5ª) |
|             |              |                     |              |              |
| 18 apr.     | 1-2          | Puteolana-Fortitudo | 0-5          | 9 mag.       |
| 18 apr.     | Riposa: Pisa |                     |              | 9 mag.       |

| \| Andata (3ª) \| Andata (3ª) \| Terza giornata \| Ritorno (6ª) \| Ritorno (6ª) \| \| \| \| \| \| \| \| 25 apr. \| 2-0 \| Fortitudo-Pisa \| 4-1 \| 16 mag. \| \| 25 apr. \| Riposa: Puteolana \| \| \| 16 mag. \| |                   |                |              |              |
| Andata (3ª) | Andata (3ª)       | Terza giornata | Ritorno (6ª) | Ritorno (6ª) |
| |                   |                |              |              |
| 25 apr. | 2-0               | Fortitudo-Pisa | 4-1          | 16 mag.      |
| 25 apr. | Riposa: Puteolana |                |              | 16 mag.      |

###### Tabellone
|           | FOR  | PIS  | PUT  |
| --------- | ---- | ---- | ---- |
| Fortitudo | –––– | 2-0  | 5-0  |
| Pisa      | 1-4  | –––– | 5-0  |
| Puteolana | 1-2  | 2-0  | –––– |

#### Girone B

##### Classifica finale
|  | Pos. | Squadra               | Pt | G | V | N | P | GF | GS | DR  |
|  | ---- | --------------------- | -- | - | - | - | - | -- | -- | --- |
|  | 1.   | Livorno               | 8  | 4 | 4 | 0 | 0 | 12 | 3  | +9  |
|  | 2.   | Audace Roma           | 4  | 4 | 1 | 0 | 3 | 7  | 5  | +2  |
|  | 2.   | Internazionale Napoli | 0  | 4 | 0 | 0 | 4 | 0  | 11 | -11 |

Legenda:
      Qualificato alla finale centro-sud.
Regolamento:
Due punti a vittoria, uno a pareggio, zero a sconfitta.
Note:

##### Risultati

###### Calendario
| Andata (1ª) | Andata (1ª)            | Prima giornata | Ritorno (4ª) | Ritorno (4ª) |
|             |                        |                |              |              |
| 11 apr.     | 3-4                    | Audace-Livorno | 0-1          | 23 mag.      |
| 11 apr.     | Riposa: Internazionale |                |              | 23 mag.      |

| Andata (2ª) | Andata (2ª)    | Seconda giornata       | Ritorno (5ª) | Ritorno (5ª) |
|             |                |                        |              |              |
| 18 apr.     | 4-0            | Livorno-Internazionale | 3-0          | 9 mag.       |
| 18 apr.     | Riposa: Audace |                        |              | 9 mag.       |

| \| Andata (3ª) \| Andata (3ª) \| Terza giornata \| Ritorno (6ª) \| Ritorno (6ª) \| \| \| \| \| \| \| \| 25 apr. \| 0-2 \| Internazionale-Audace[34] \| 0-2 \| 16 mag. \| \| 25 apr. \| Riposa: Livorno \| \| \| 16 mag. \| |                 |                       |              |              |
| Andata (3ª) | Andata (3ª)     | Terza giornata        | Ritorno (6ª) | Ritorno (6ª) |
| |                 |                       |              |              |
| 25 apr. | 0-2             | Internazionale-Audace | 0-2          | 16 mag.      |
| 25 apr. | Riposa: Livorno |                       |              | 16 mag.      |

###### Tabellone
|                       | AUD  | INT  | LIV  |
| --------------------- | ---- | ---- | ---- |
| Audace Roma           | –––– | 2-0  | 3-4  |
| Internazionale Napoli | 0-2  | –––– | 0-3  |
| Livorno               | 1-0  | 4-0  | –––– |

### Finale centro-meridionale
| Bologna 13 giugno 1920 | Livorno | 3 – 2 | Fortitudo | Stadio Sterlino |

#### Verdetti
- Livorno qualificata alla finalissima.

## Finalissima
| Arbitro: | Bertazzoni (Modena) |

|                          |           |                                  |
| Agradi 12’, 34’ Aebi 44’ | Marcatori | 83’ Magnozzi 87’ (aut.) Campelli |

### Verdetti
| Inter campione d'Italia 1919-20 |

### Squadra campione
- Piero Campelli
- Gustavo Francesconi
- Alessandro Beltrame
- Alessandro Milesi
- Pino Fossati II
- Paolo Scheidler
- Leopoldo Conti
- Ermanno Aebi
- Emilio Agradi
- Luigi Cevenini III
- Giuseppe Asti
- Allenatore: Commissione Tecnica composta da Francesco Mauro e Vincenzo Resegotti.